# Thonburi
Thonburi (thaï ธนบุรี) est un quartier (khet) de Bangkok situé sur la rive droite (occidentale) de la Chao Phraya, en face des palais royaux.

## Histoire
Thonburi fut une importante ville de garnison à l'époque du royaume d'Ayutthaya.

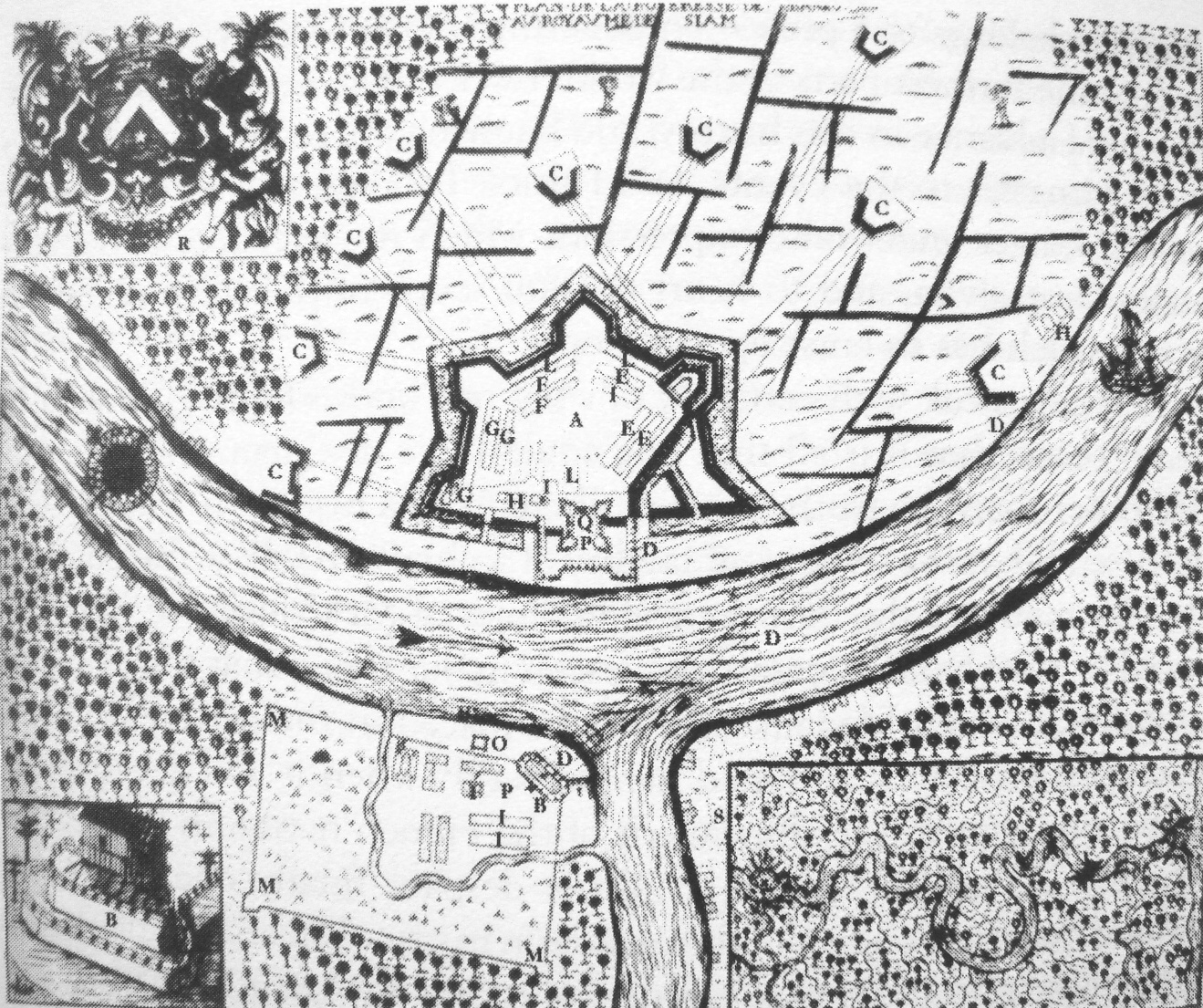
La ville de garnison Thonburi à l'époque du royaume d'Ayuttaya, sur la rive droite (ouest) de la Chao Phraya (ici en bas à gauche), face à la forteresse française de type Vauban (ici au centre) de Bangkok, au cours du siège de 1688.

Après la chute et la destruction d'Ayutthaya par les armées birmanes en 1767, Thonburi devint brièvement capitale de la Thaïlande pendant 15 ans sous le règne de Taksin (1767-1782). Le palais de Thonburi était alors, à cette époque, protégé par une muraille de brique percée de 21 portes d'entrée dont certaines étaient équipées de nombreux canons. Le long du fleuve et des canaux, il y avait des maisons de bois, de bambou et de palme sur pilotis et surtout de très nombreuses maisons flottantes et des bateaux.
Le roi Rama Ier transféra la capitale à Bangkok, de l'autre côté du fleuve, en 1782.
De 1782 à 1971, Thonburi demeura une ville et le siège d'une province indépendante incluant 9 districts (amphoe) : 
1. Thonburi (thai: อำเภอธนบุรี) ;
2. Bangkok Yai (อำเภอบางกอกใหญ่) ;
3. Khlong San (อำเภอคลองสาน) ;
4. Taling Chan (อำเภอตลิ่งชัน) ;
5. Bangkok Noi (อำเภอบางกอกน้อย) ;
6. Bang Khun Thian (อำเภอบางขุนเทียน) ;
7. Phasi Charoen (อำเภอภาษีเจริญ) ;
8. Nong Khaem (อำเภอหนองแขม) ;
9. Rat Burana (อำเภอราษฎร์บูรณะ).

En 1971, Thonburi fusionne avec Bangkok.
Moins "développée" que la partie « originelle » de Bangkok, Thonburi possède encore de nombreux canaux traditionnels (Khlongs), alors qu'ils ont presque entièrement disparu de l'autre côté du fleuve.
En 1950, Bangkok avait 1 299 528 habitants et la municipalité de Thonburi 403 818.
En 1970, elle était la seconde ville de Thaïlande avec environ 600 000 habitants (3 fois plus que la troisième).

## Points d'intérêt
- Le Pont du Mémorial qui relie Thonburi au centre-ville de Bangkok (quartier Phra Nakhon, centre historique de Bangkok) ; le Pont Rama III et le Pont de Krungthep qui relient Thonburi au quartier de Bang Kho Laem ;
- Les khlongs (canaux), vestiges de Bangkok, "La Venise de l'Orient" ;
- Le Grand rond-point Wongwian Yai et sa statue équestre du roi Taksin inaugurée en 1954 ;
- Les gratte-ciel The River haut de 266 m et 73 étages, The Peninsula Bangkok Hotel haut de 151 m et 40 étages etc.  ;
- Le Wat Kanlayanamit construit par Rama III au début du XIXe siècle, en 1825, avec son impressionnante statue de Bouddha et une des plus grandes cloches de bronze du royaume ;
- Le Temple de Guanyin construit il y a plus de 200 ans sous le règne de Taksin (1767-1782) par les premiers immigrants chinois, devenu sanctuaire dédié à Guanyin sous Rama III (1824-1851) ;
- L'Église catholique de la sainte-croix (église Santa Cruz), construite initialement en 1770 par les portugais quand Thonburi était la capitale du bref royaume de Thonburi ; puis remplacée en 1835 ; son architecture actuelle de style néo-renaissance a été édifiée en 1916 sous Rama VI par deux architectes italiens ;

- L'Église protestante presbytérienne Samray fondée en 1849 par des américains, la plus vieille église protestante de Bangkok[4] ; son bâtiment actuel date de 1910 ;
- La Mosquée sunnite Tonson, la plus ancienne mosquée de Bangkok et de Thaïlande, à l'origine construite en bois de teck en 1688 ; puis reconstruite en brique à l'époque de Rama II (1809-1825) ; le bâtiment actuel est récent, il date de 1952 ;
- La Mosquée sunnite Bang Luang, construite au XVIIIe siècle, vers 1784, mêlant des styles traditionnels thaïlandais, européens et chinois ;
- La maison de Louis Windsor surnommée "la maison bleue"[5],[6] ;
- etc.[7]

## Galeries

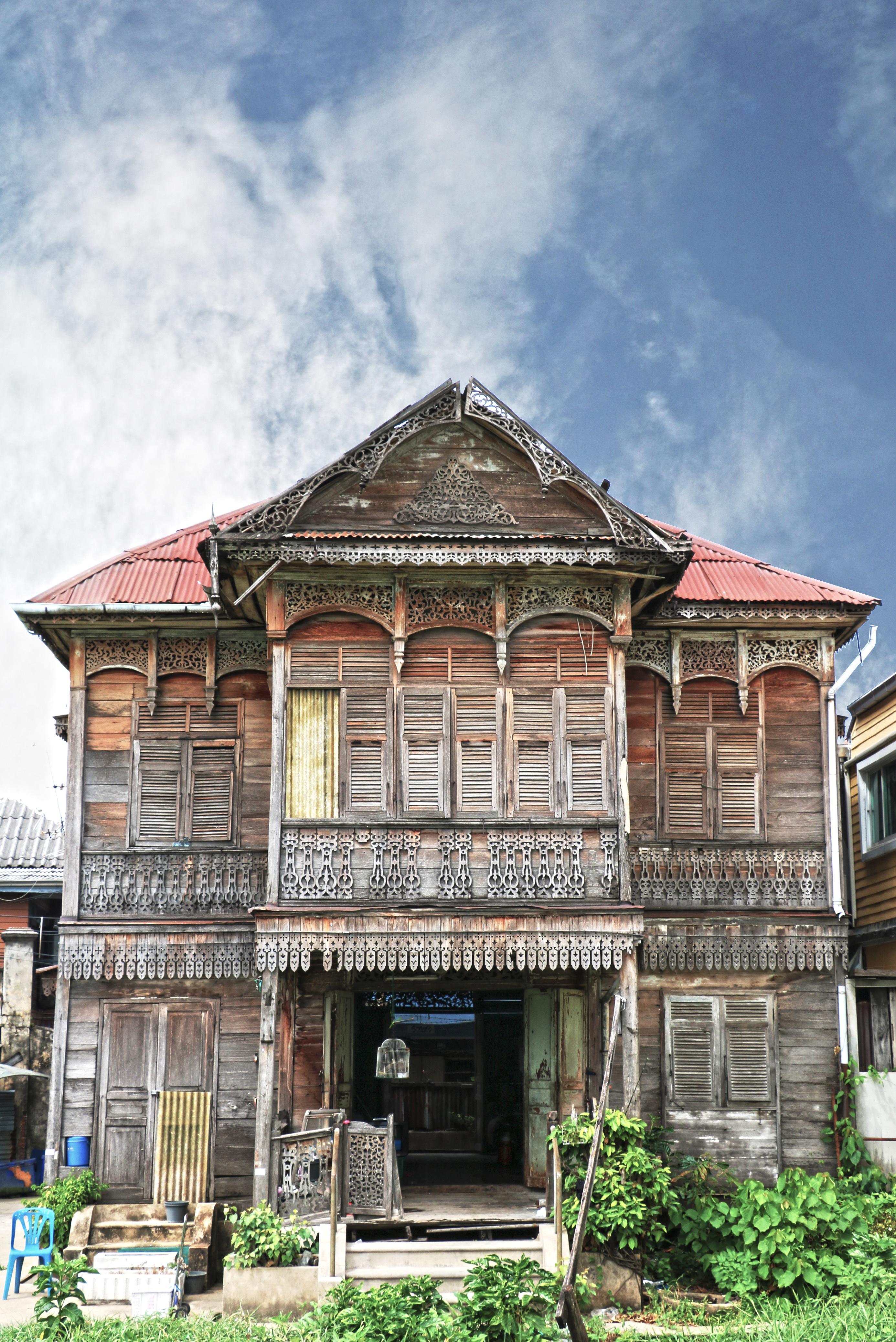
Maison de Louis Windsor ou "Maison bleue"

Vue de Thonburi en 2015
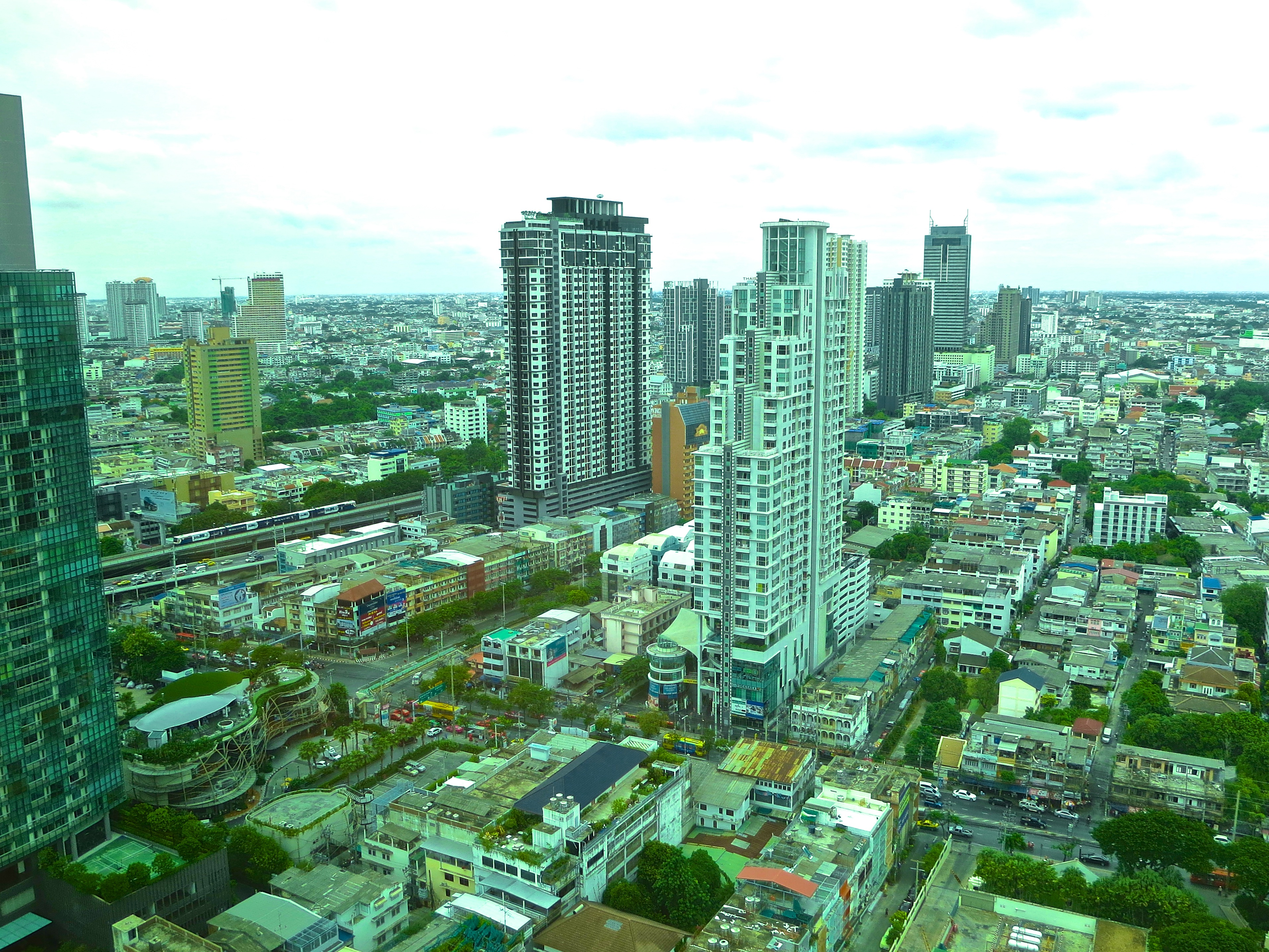
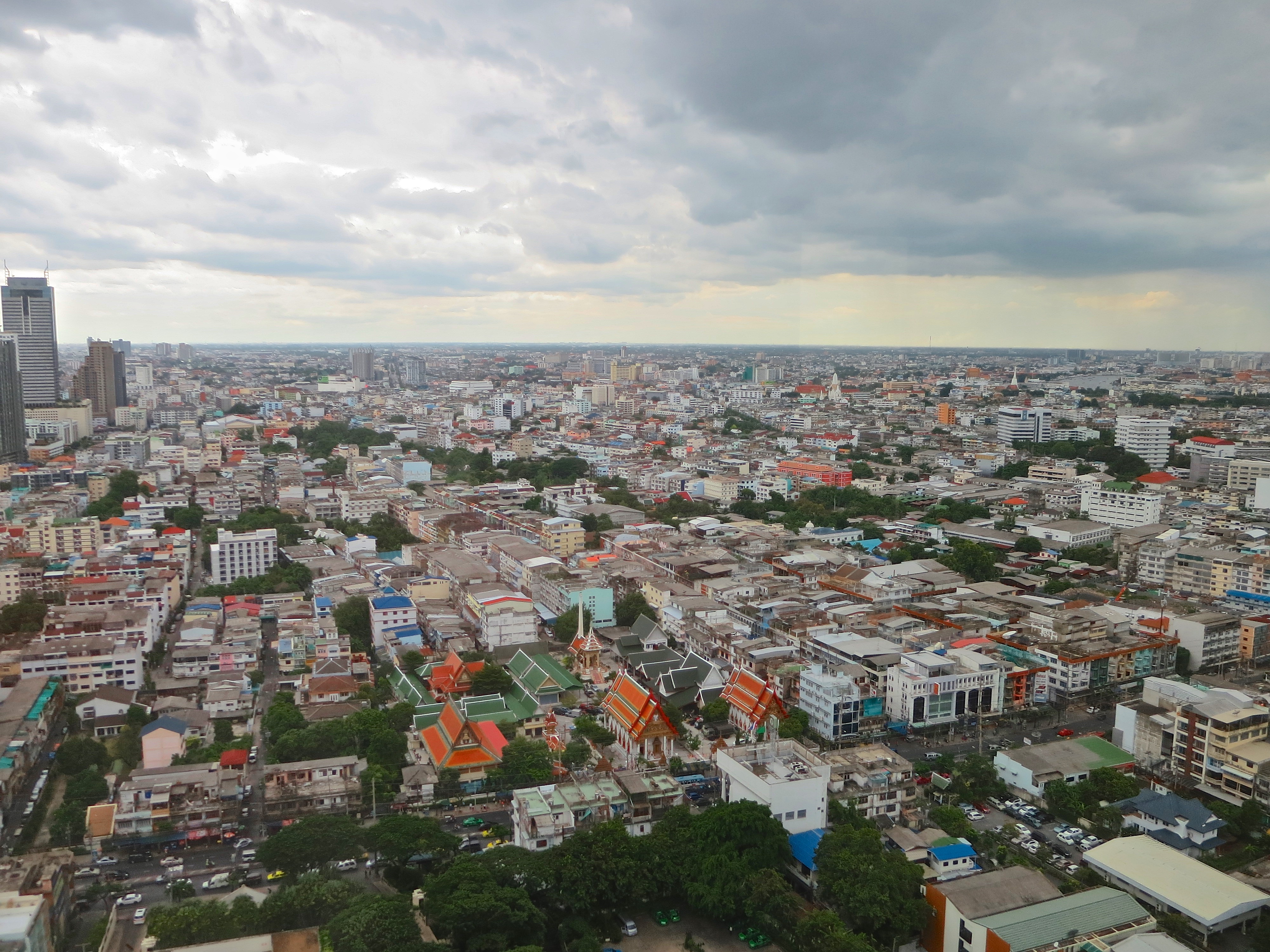
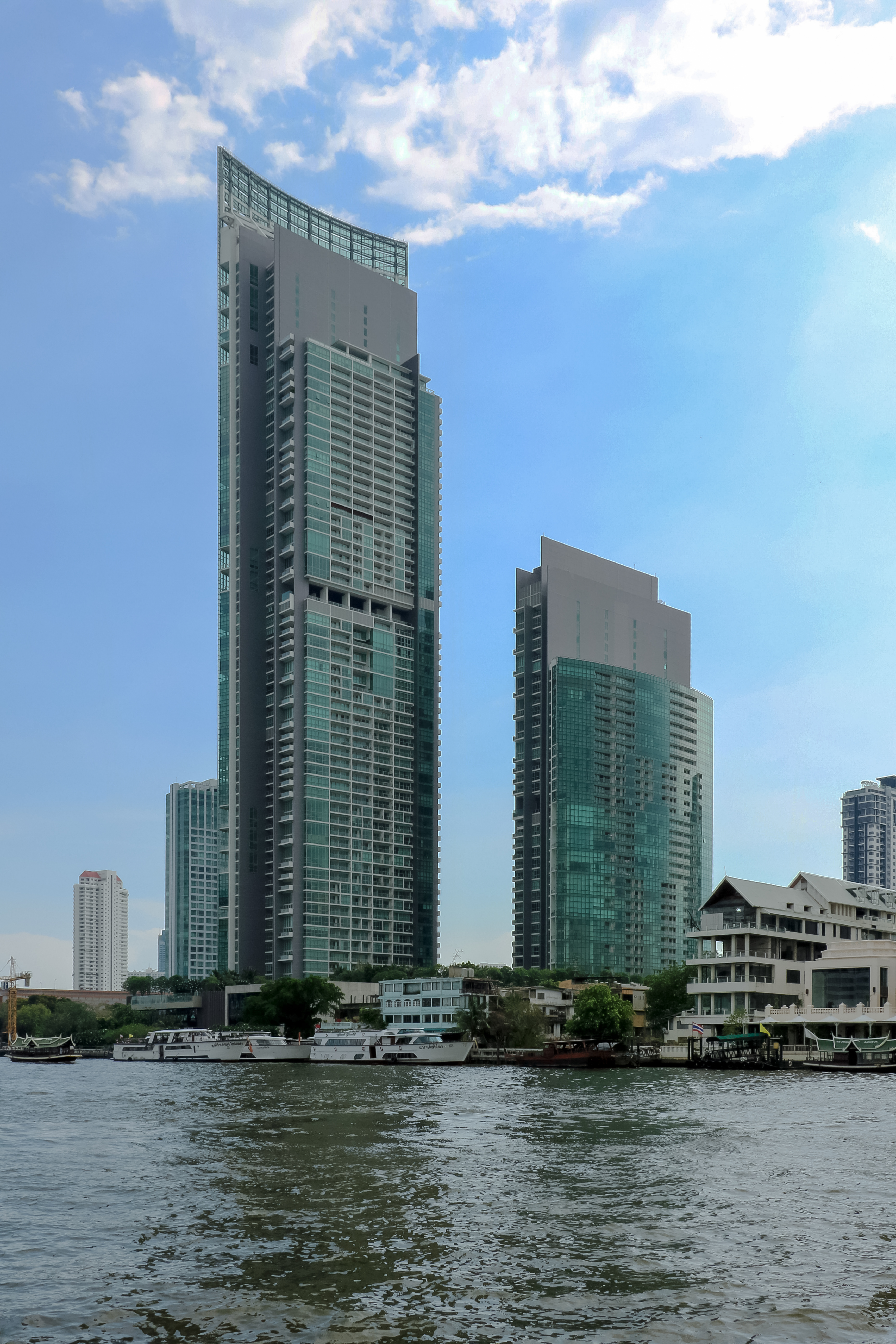
Gratte-ciel The River
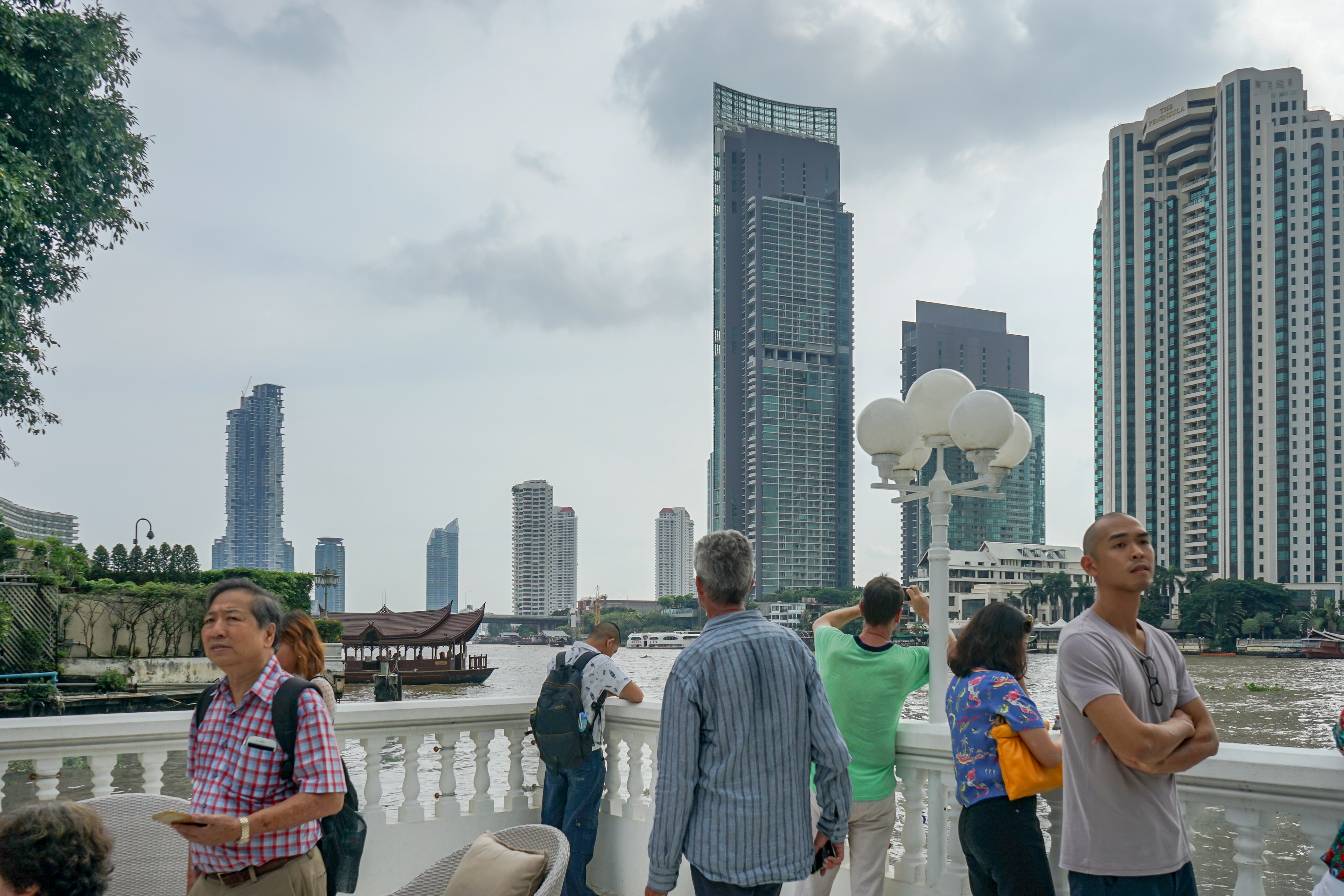
Gratte-ciel The River (au centre) et The Peninsula Bangkok Hotel (à droite) vus de l'Ambassade de France
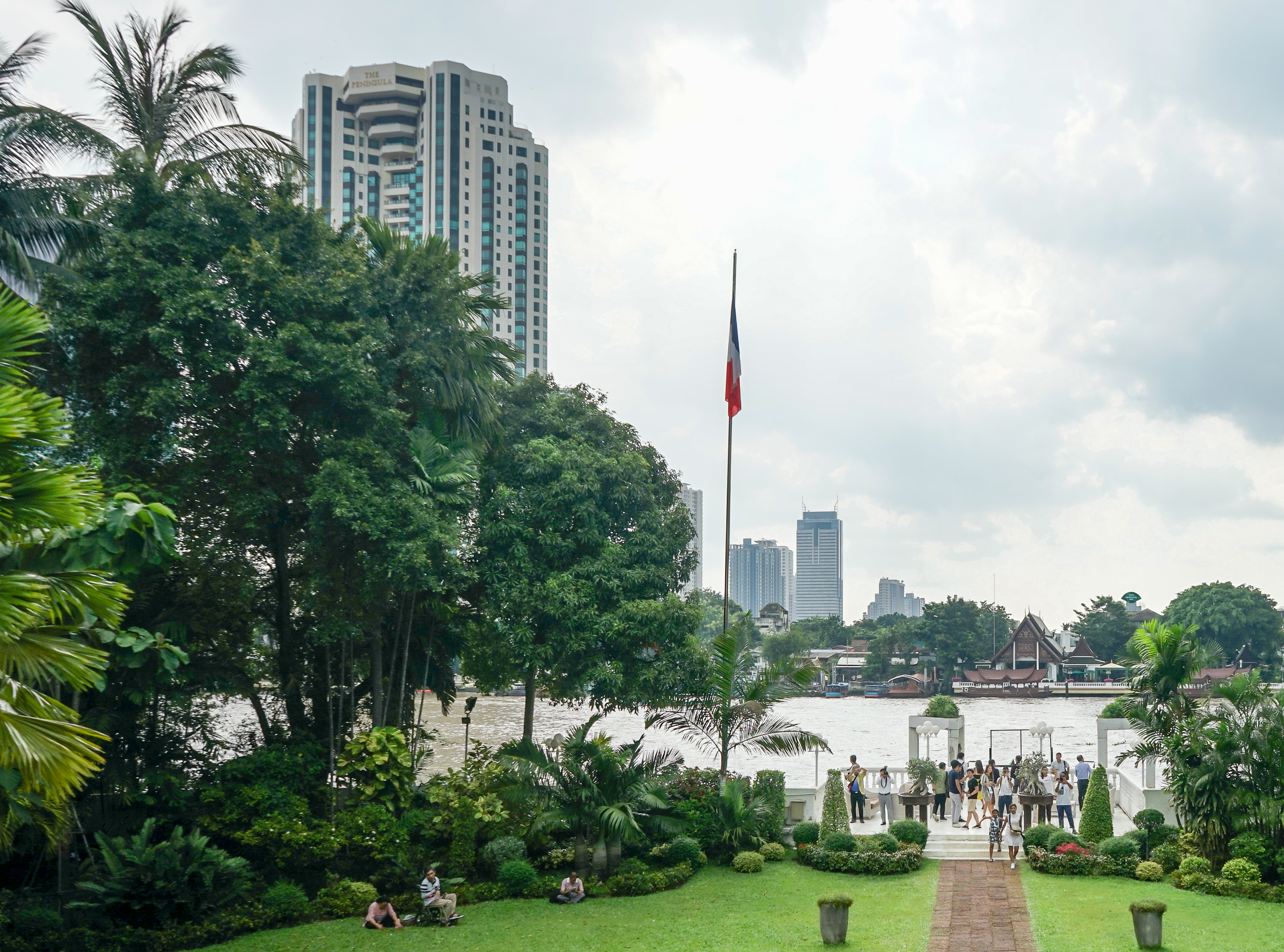
Gratte-ciel The Peninsula Bangkok Hotel (à gauche) vu du jardin de l'Ambassade de France

Ponts
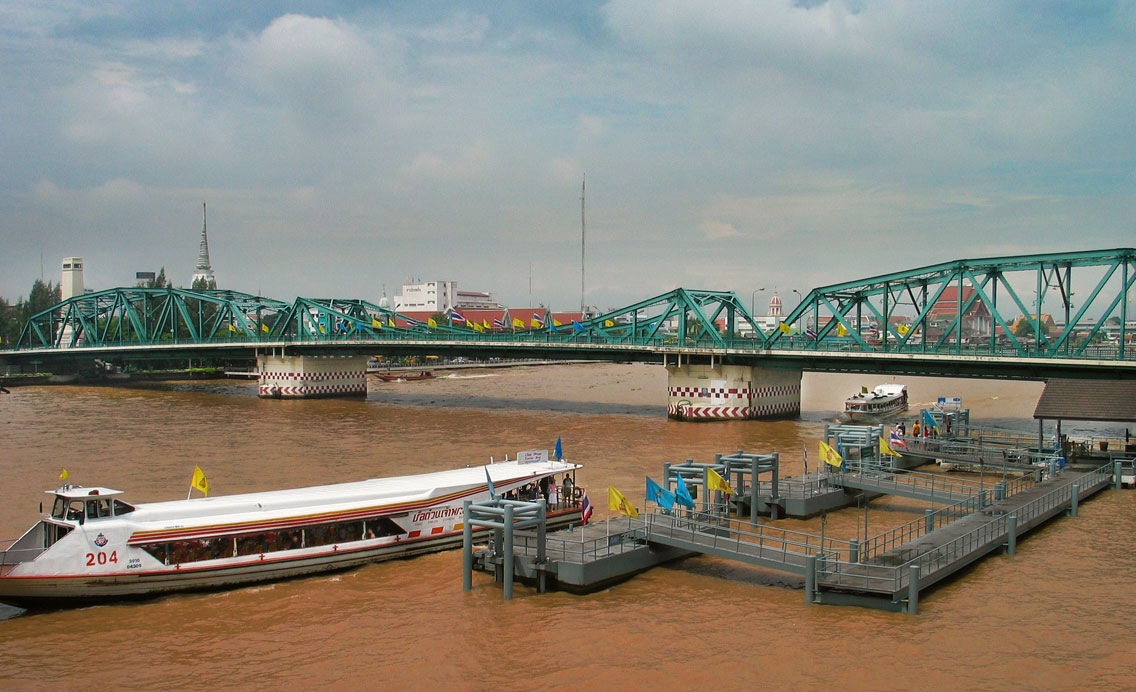
Pont du Mémorial
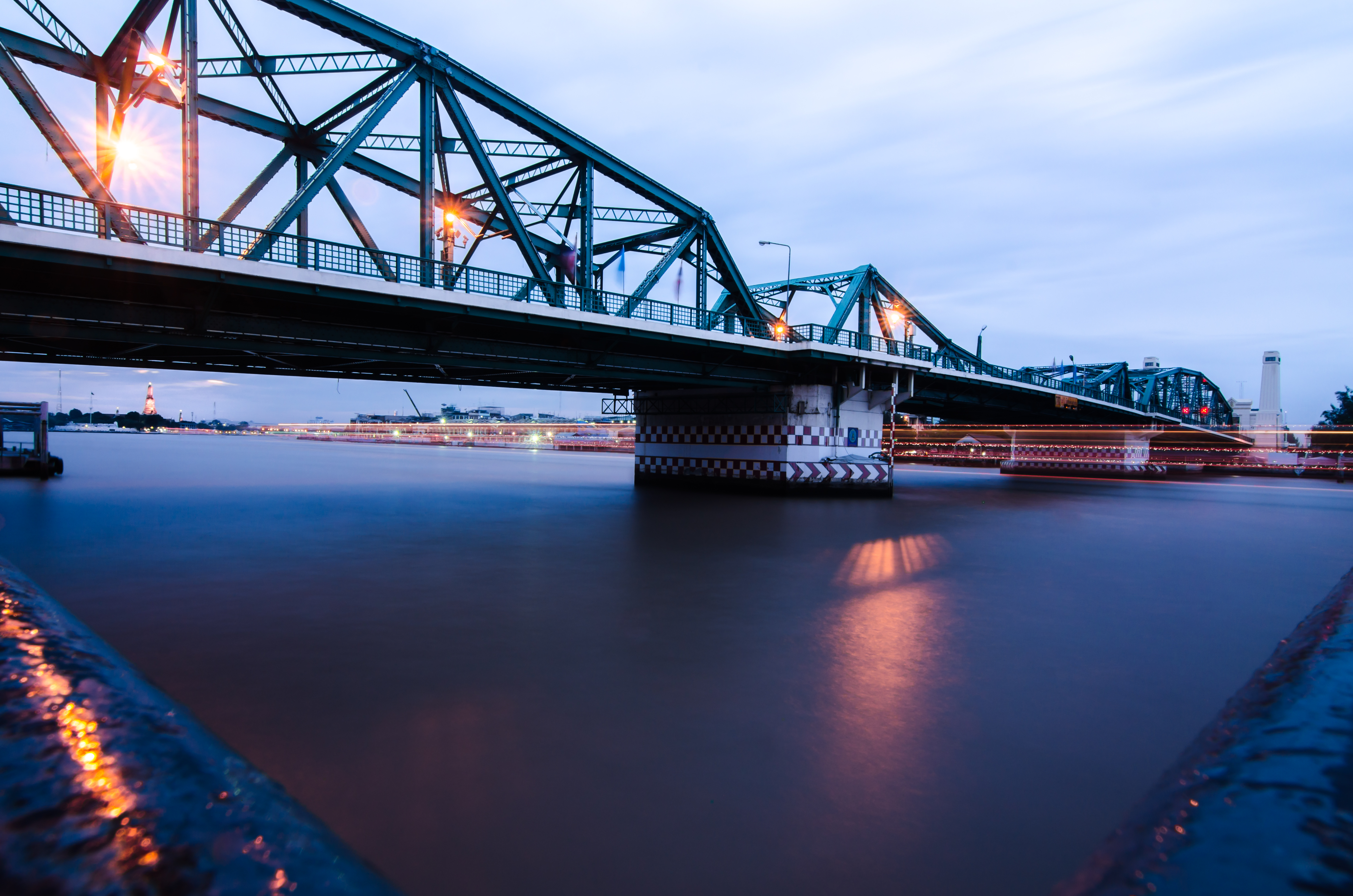
Pont du Mémorial
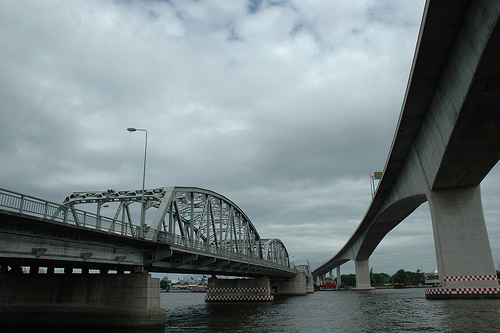
A gauche, le pont de Krungthep ; à droite, le pont Rama III
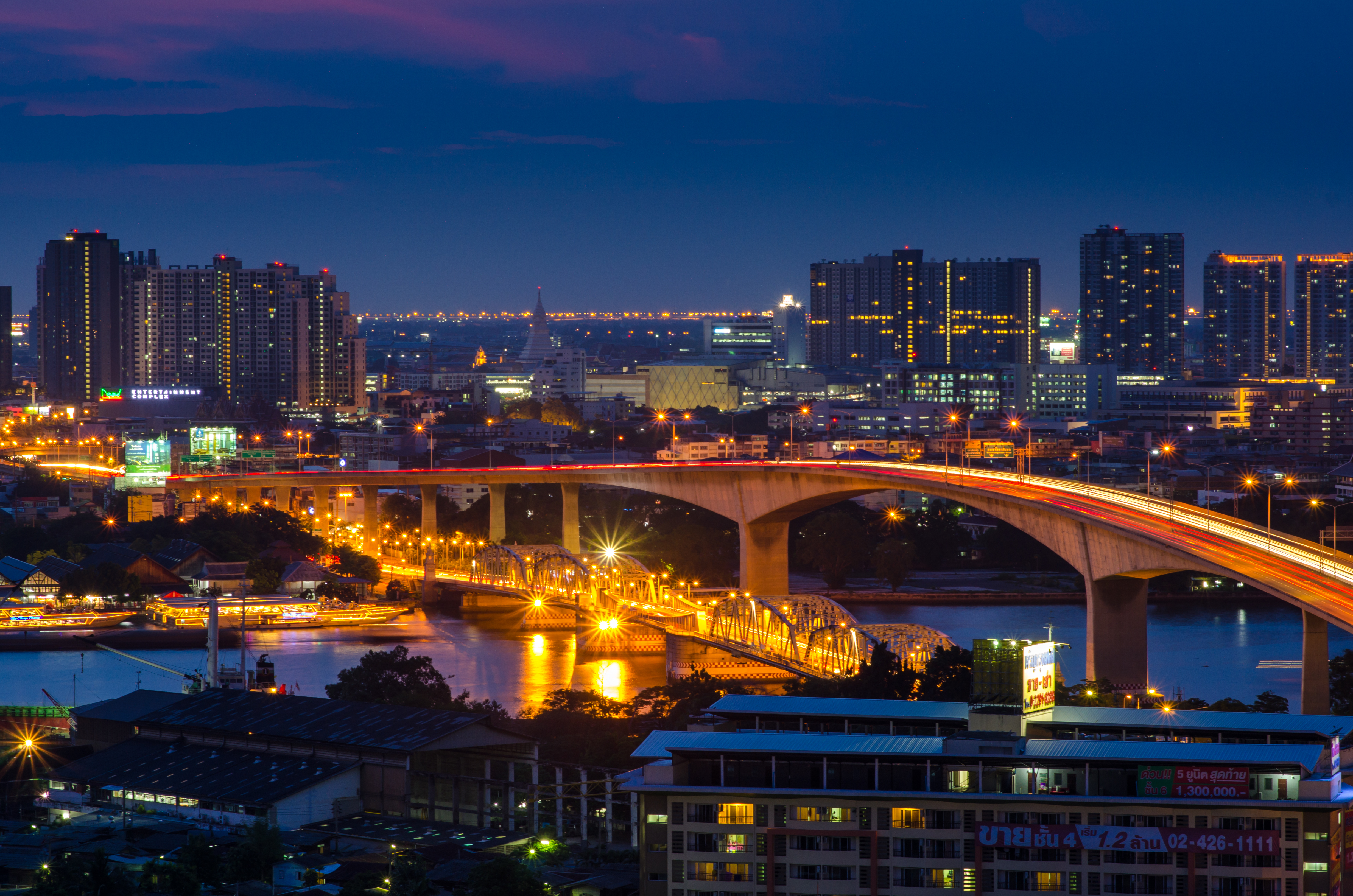
Pont de Krungthep et Pont Rama III
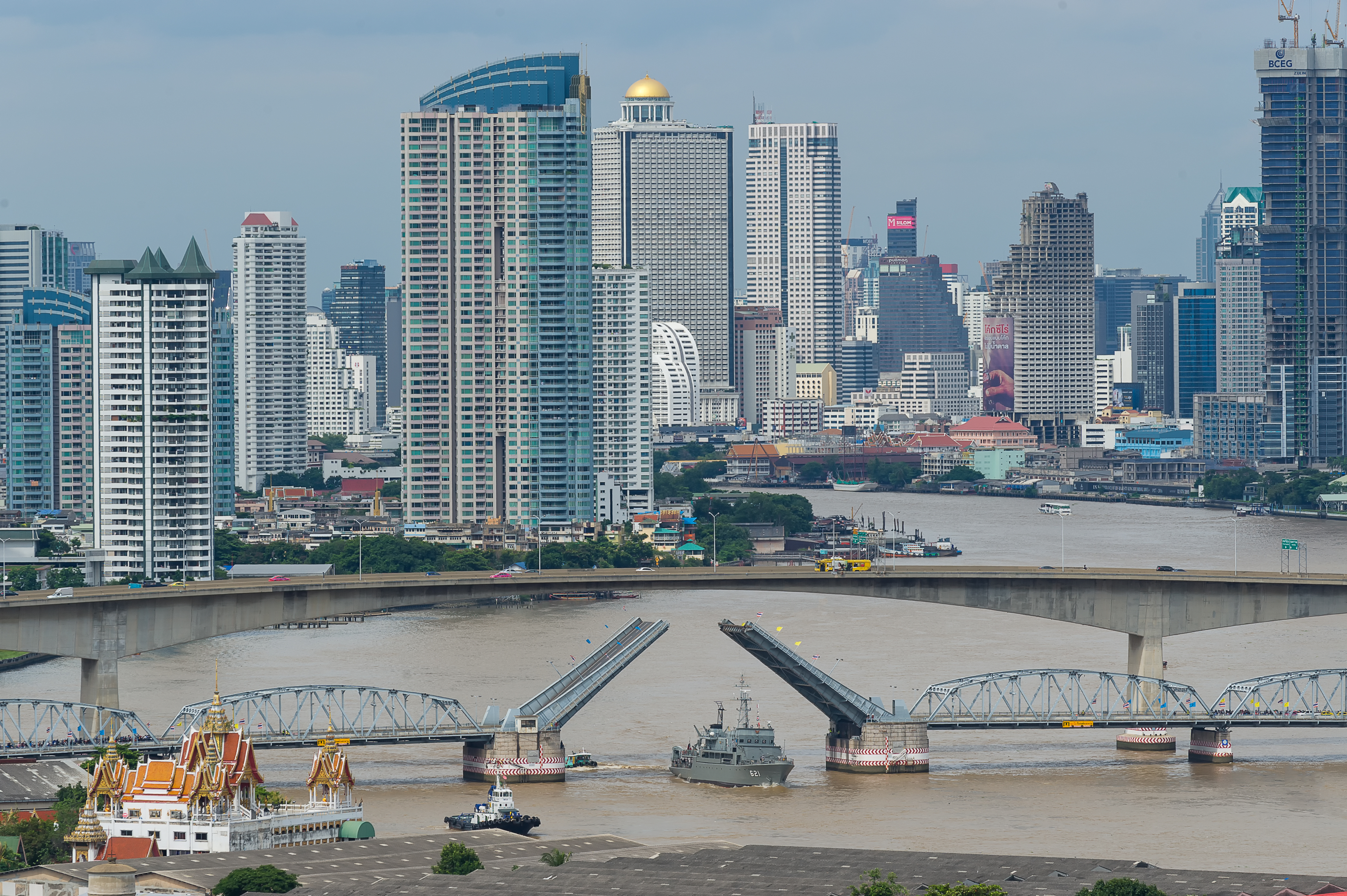
Pont de Krungthep levé pour laisser passer un bateau
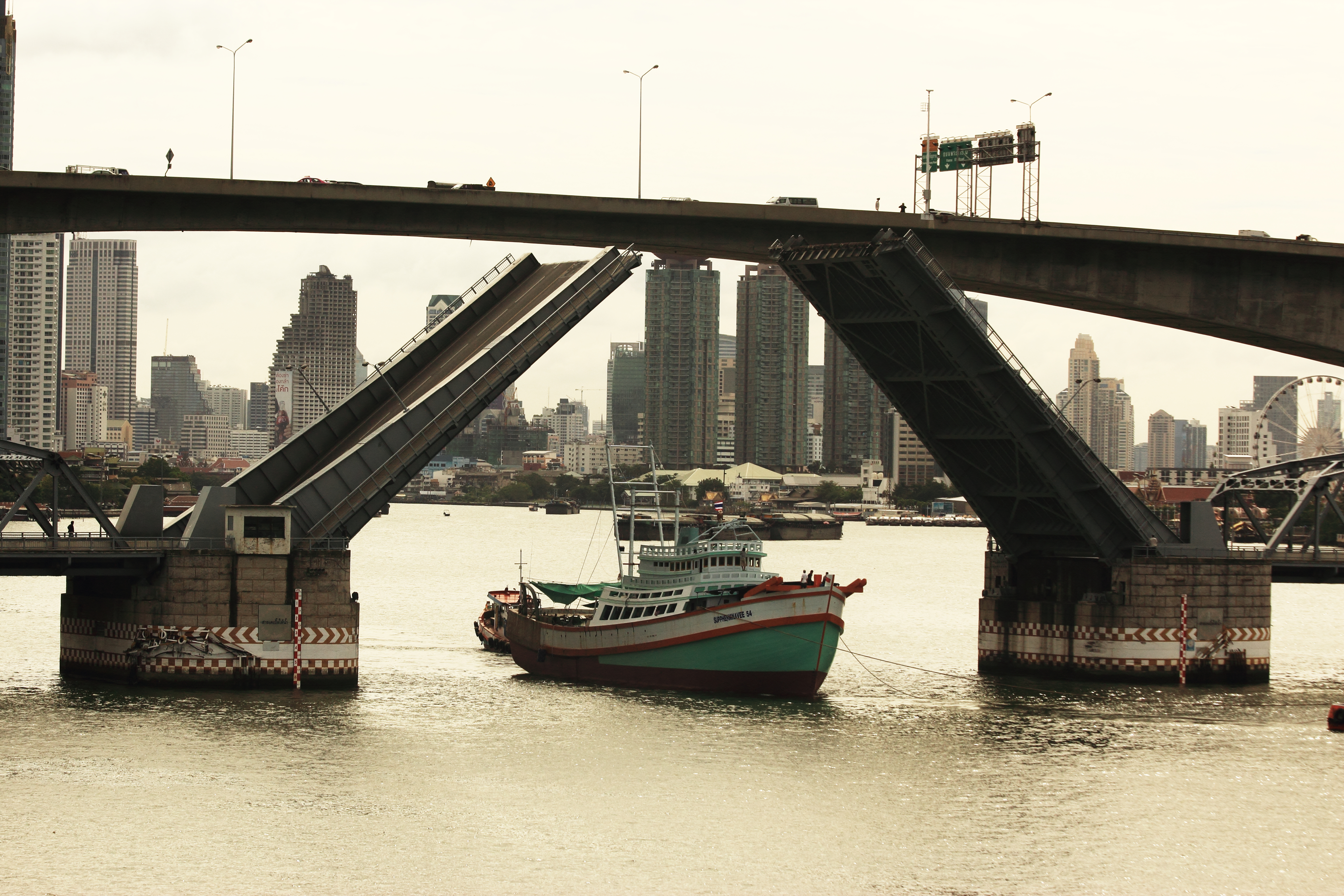
Pont de Krungthep levé pour laisser passer un bateau

Les khlongs quand Bangkok était encore &quot;La Venise de l'Orient&quot;
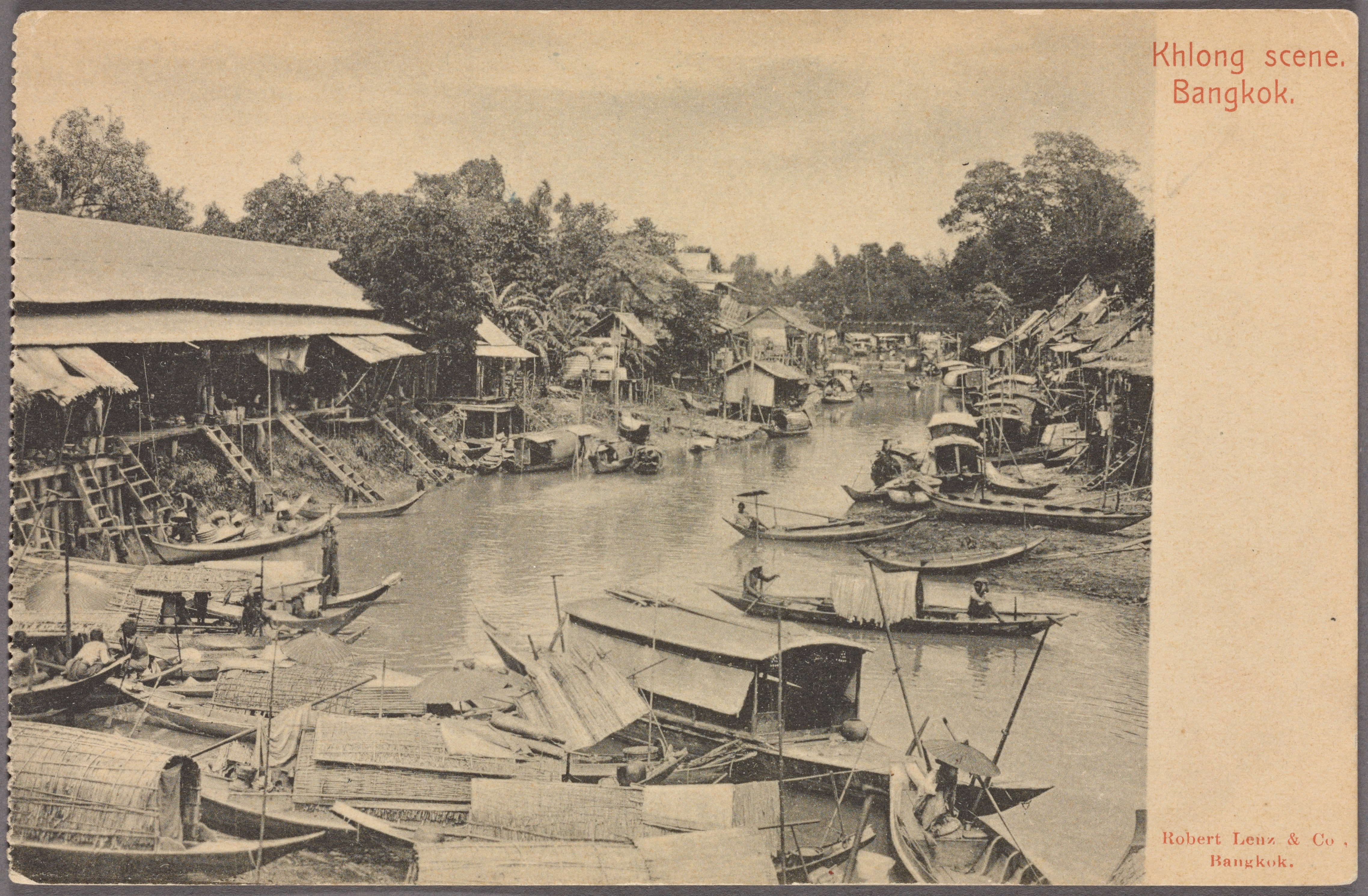
Khlong à Bangkok en 1901
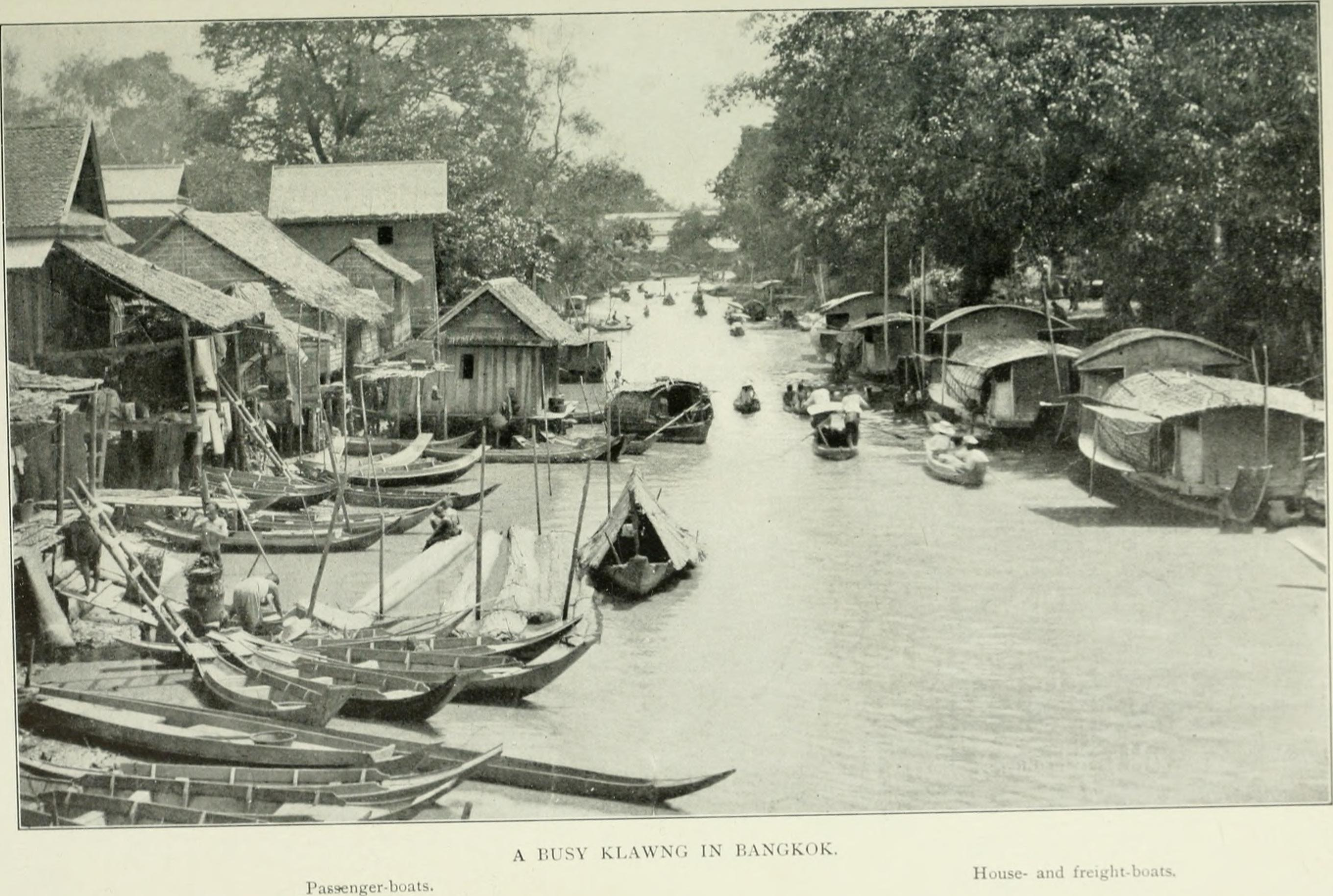
Maisons sur pilotis, maisons flottantes et bateaux à Bangkok en 1905
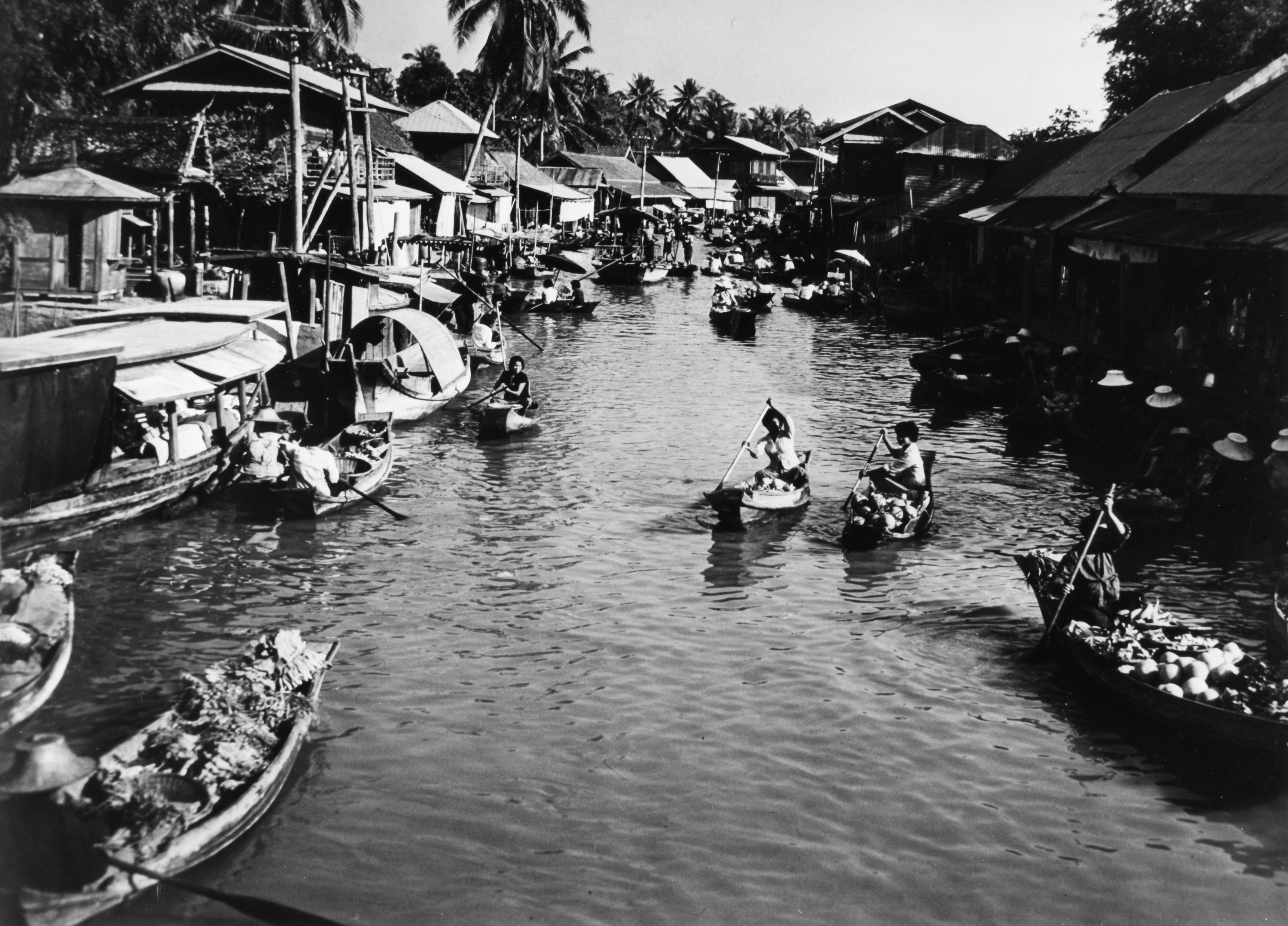
Klong à Bangkok et vendeurs de fruits et légumes en pirogues en 1961
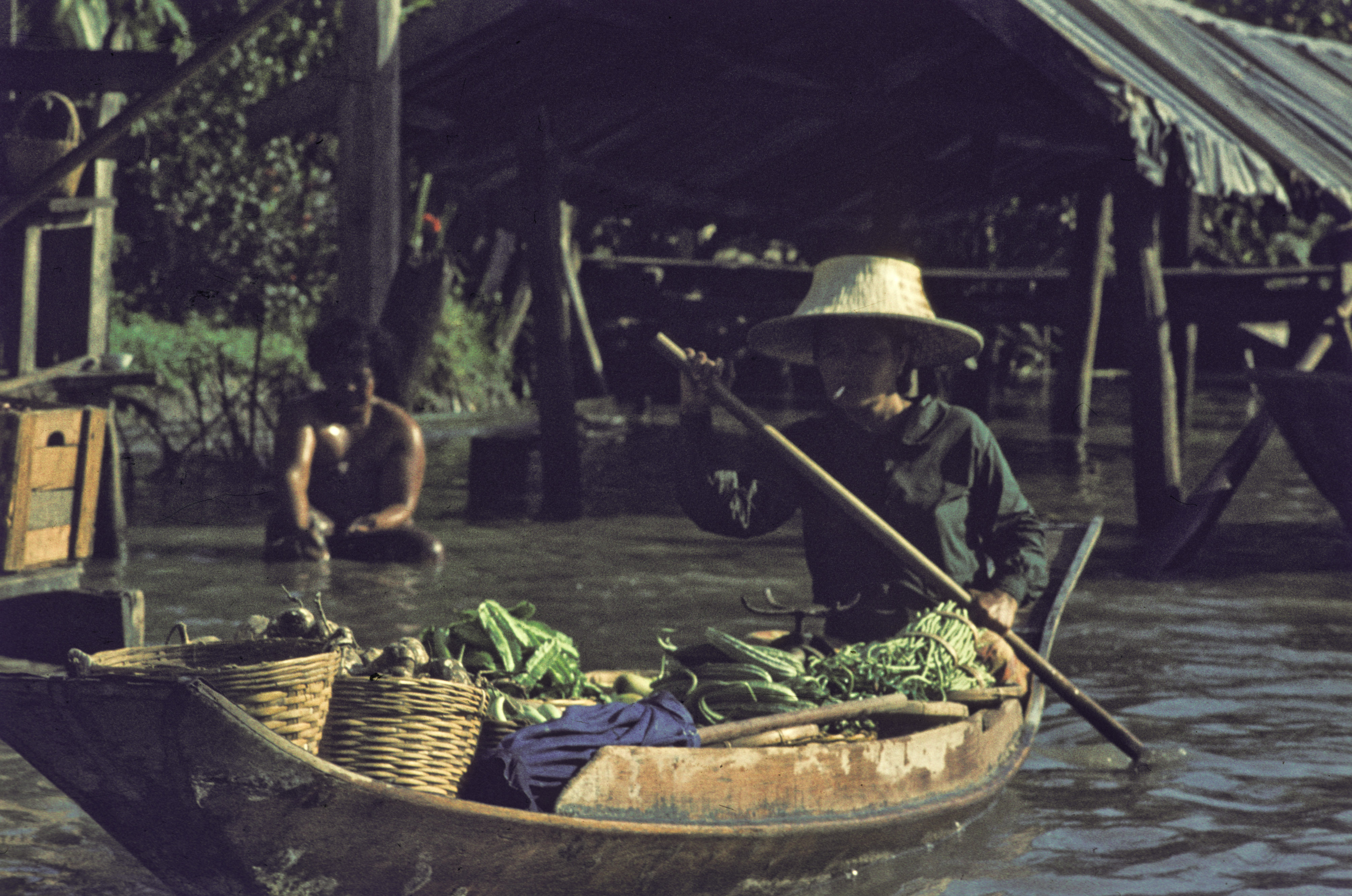
Vendeur de légumes en pirogue à Bangkok en 1965
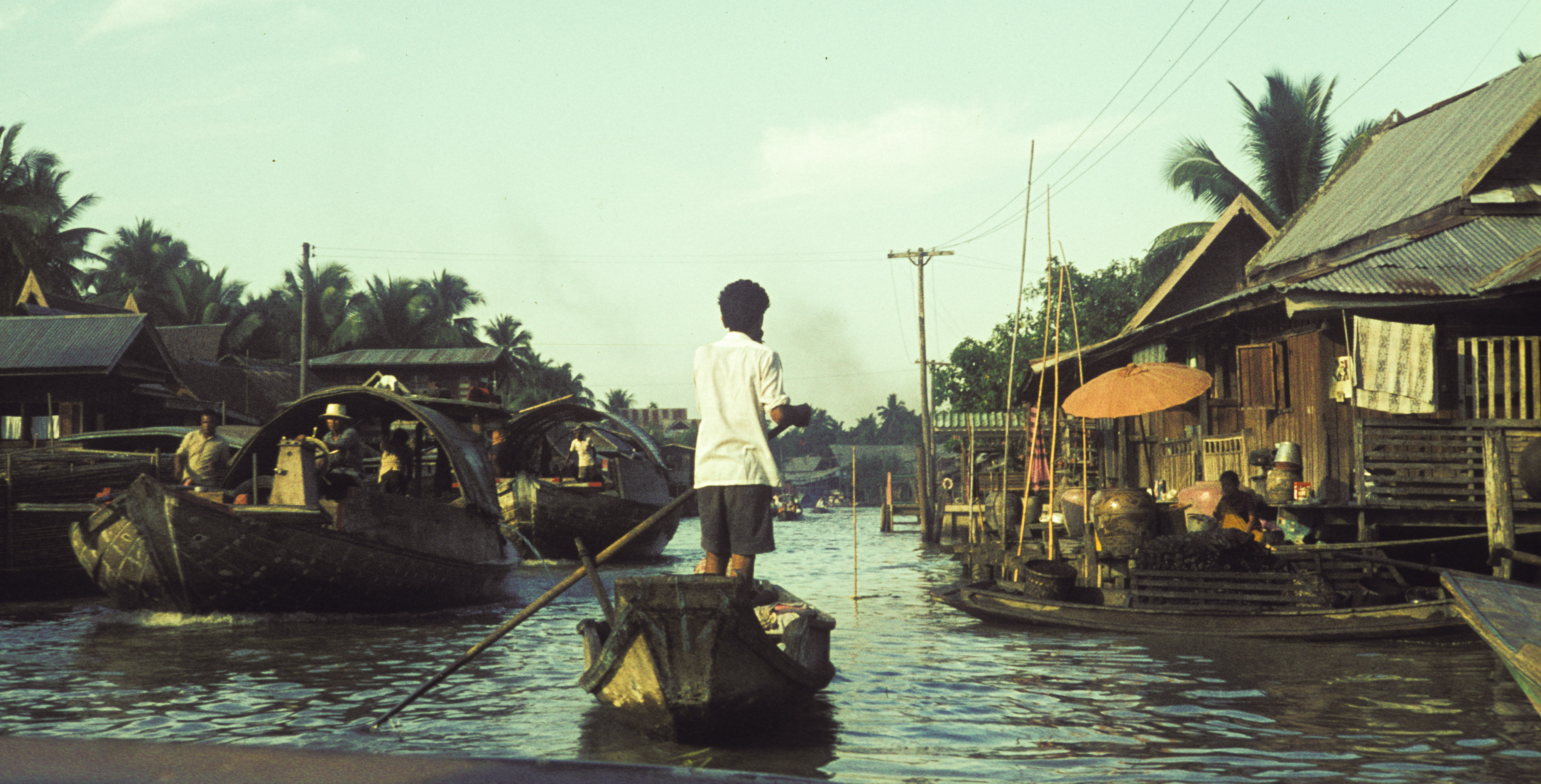
Khlong de Krungthep (Bangkok) en 1965
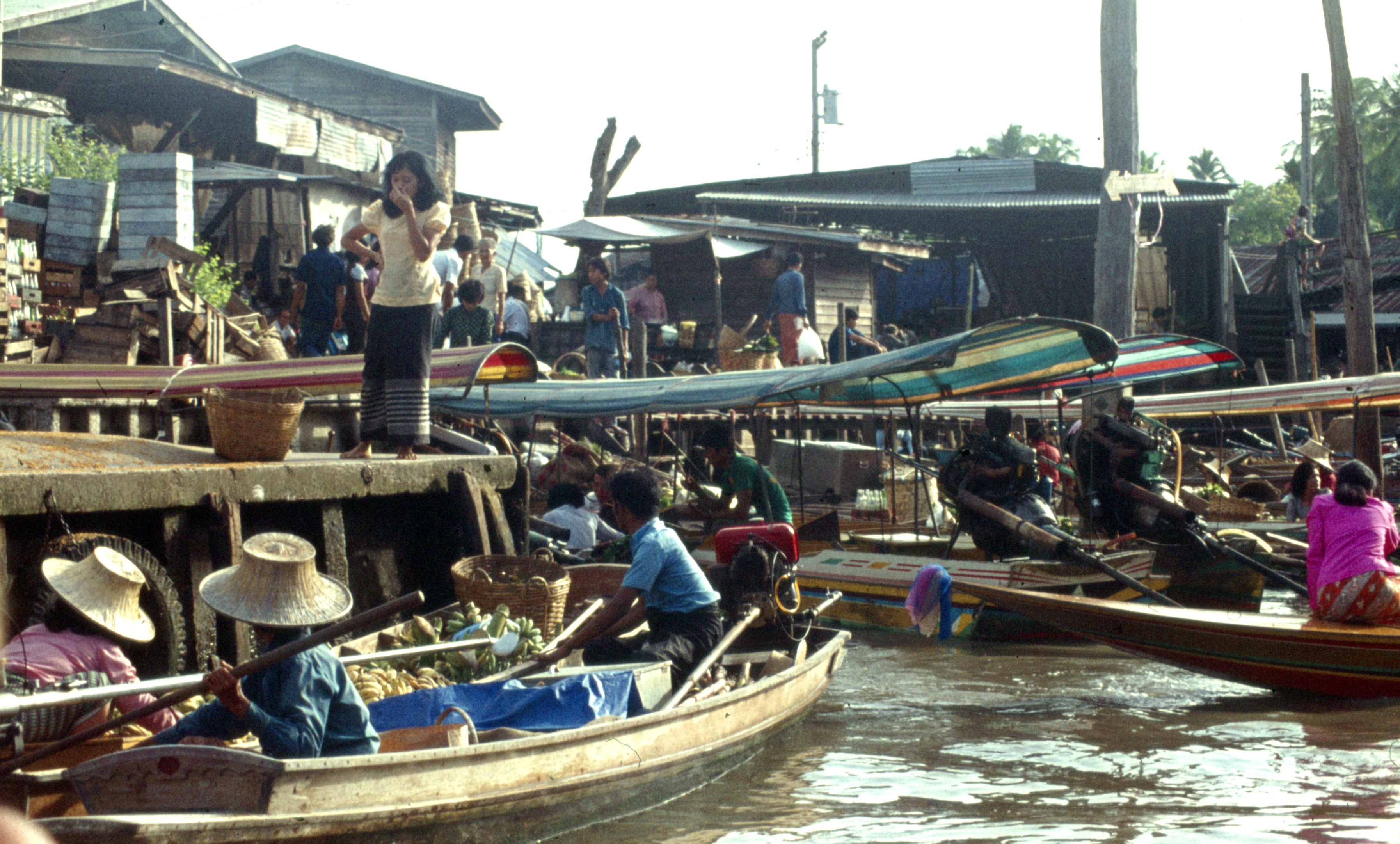
Commerce le long d'un khlong  à Bangkok en 1976

Vestiges des khlongs de &quot;La Venise de l'Orient&quot; dans le quartier de Thonburi de nos jours
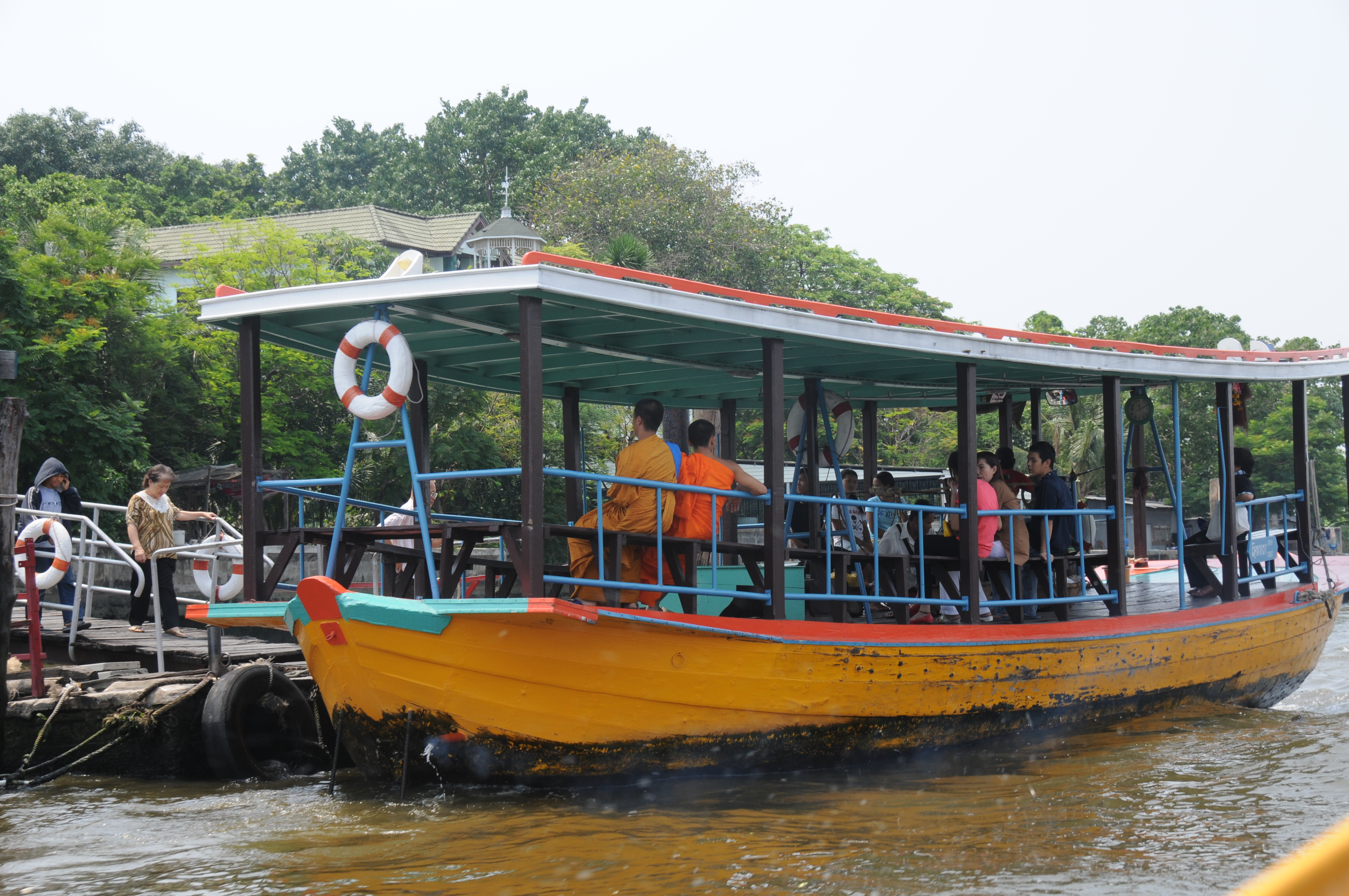
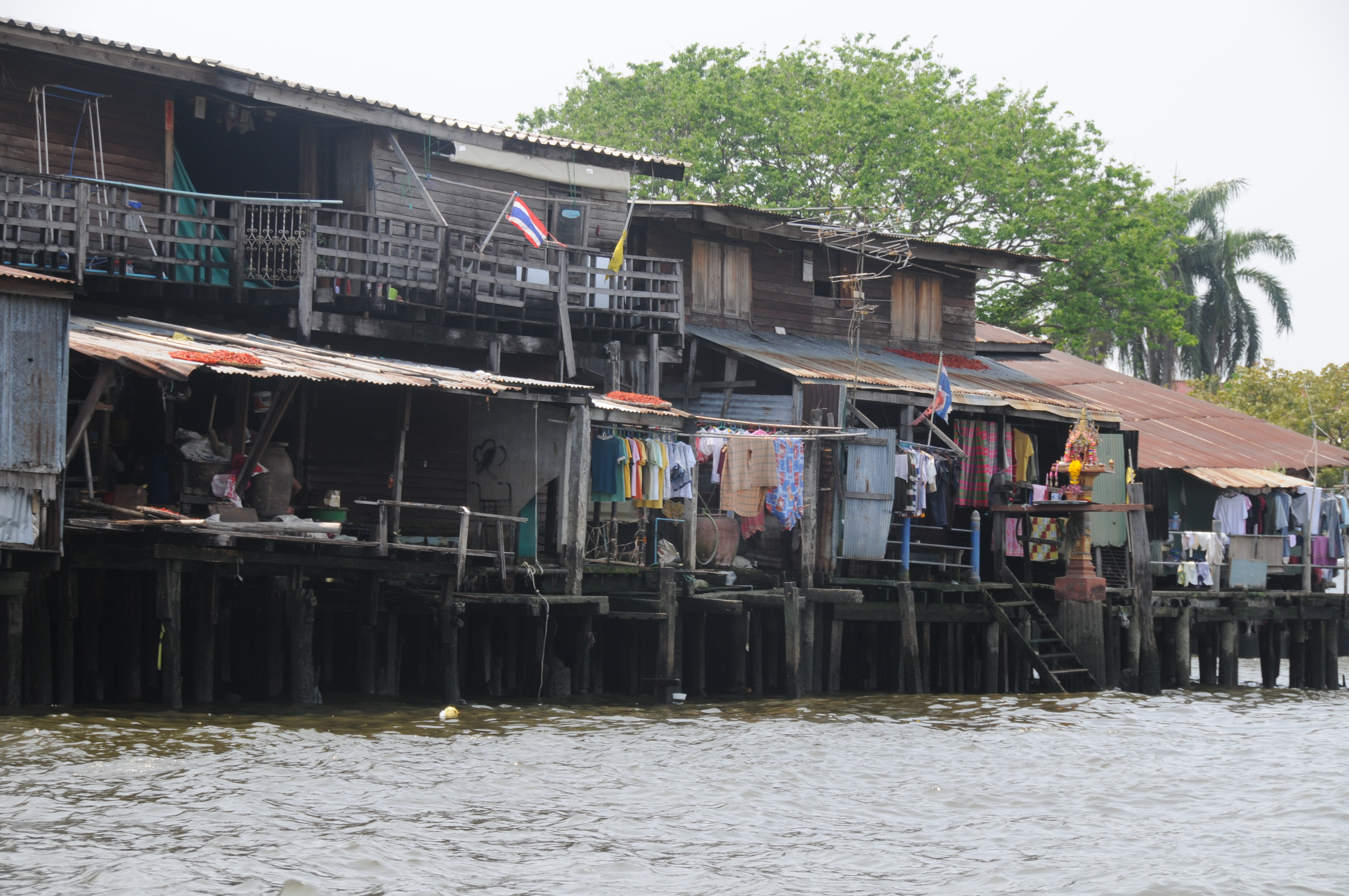
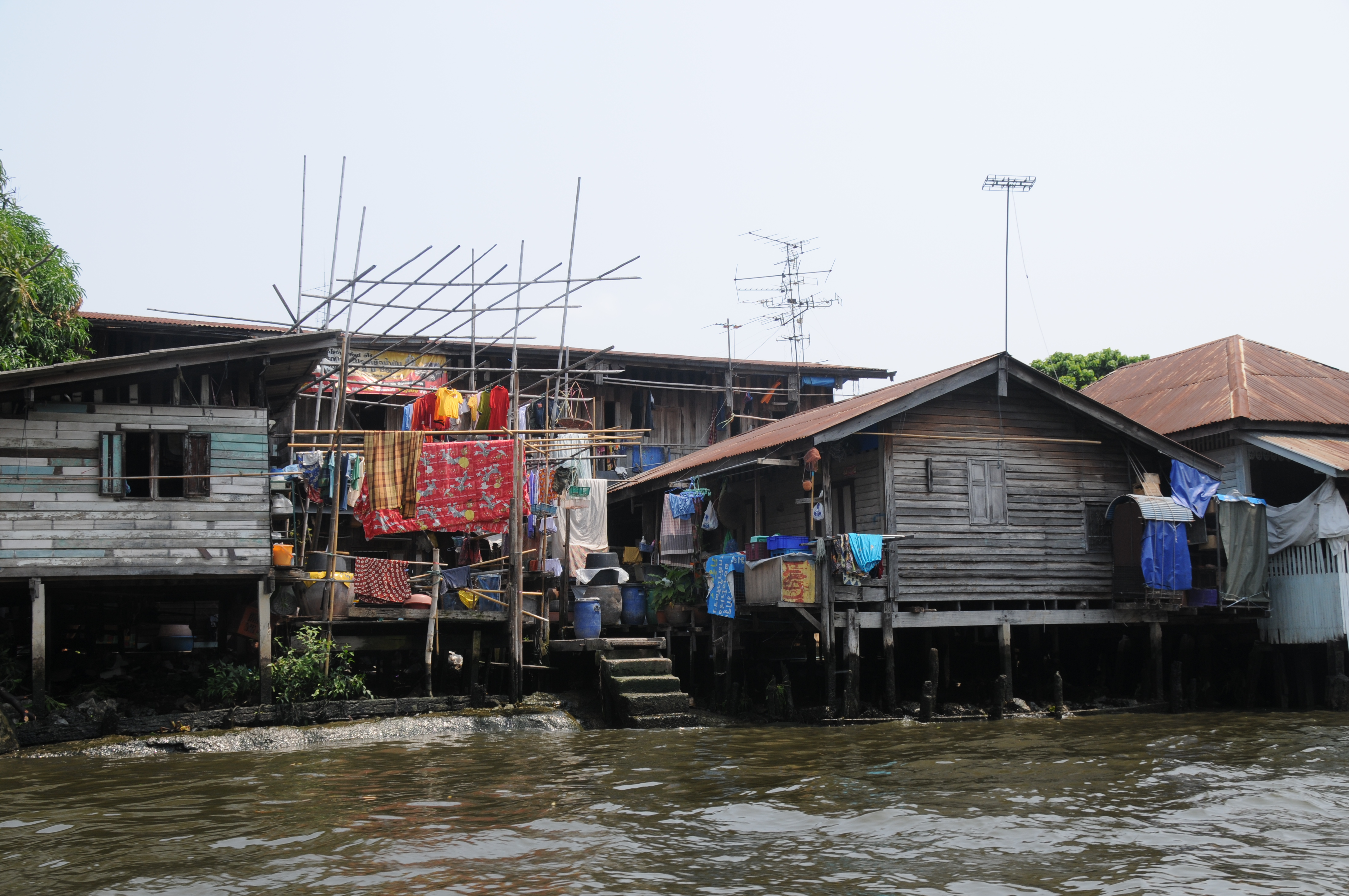
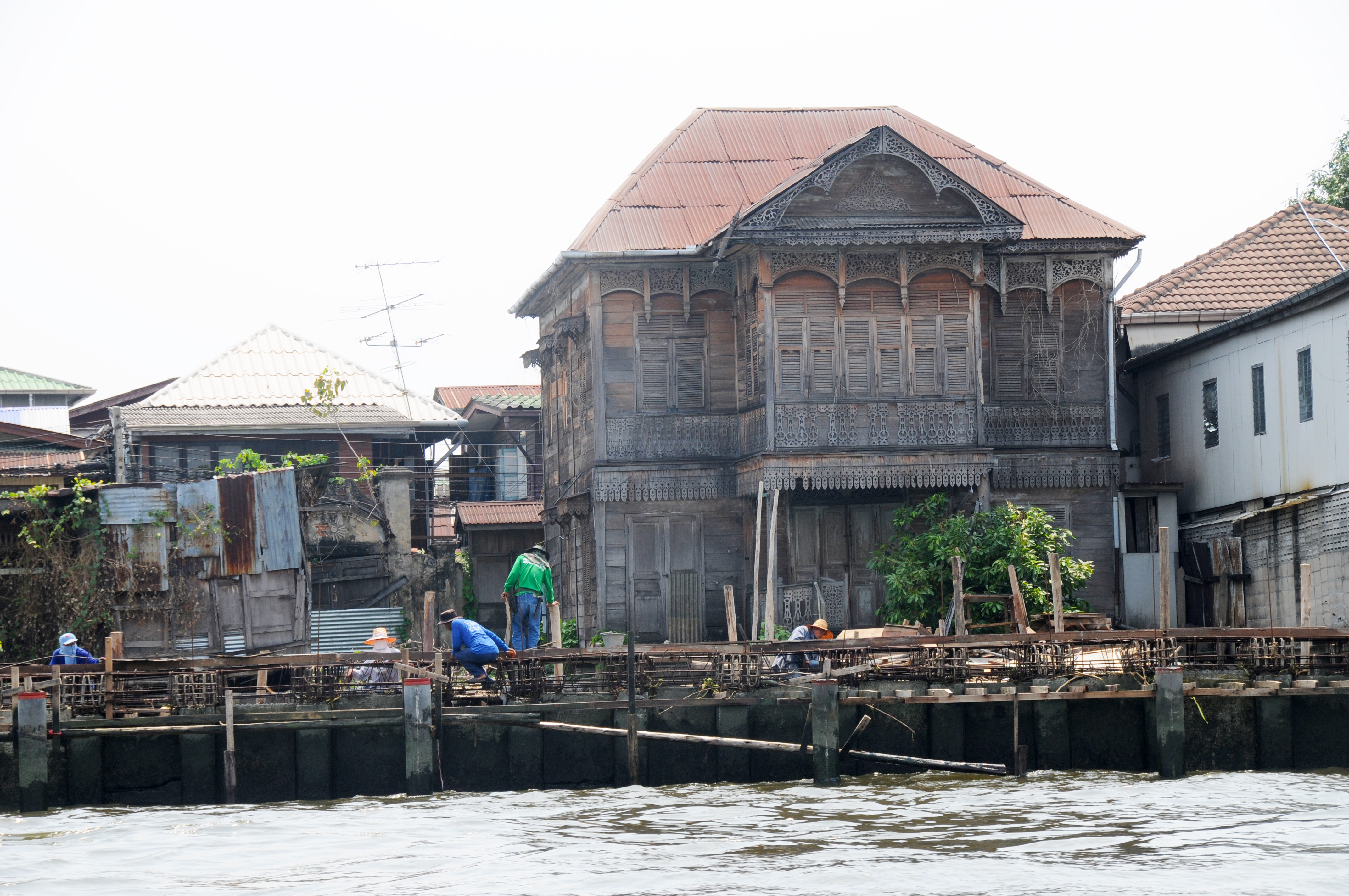
La maison de Louis Windsor ou "La maison bleue"
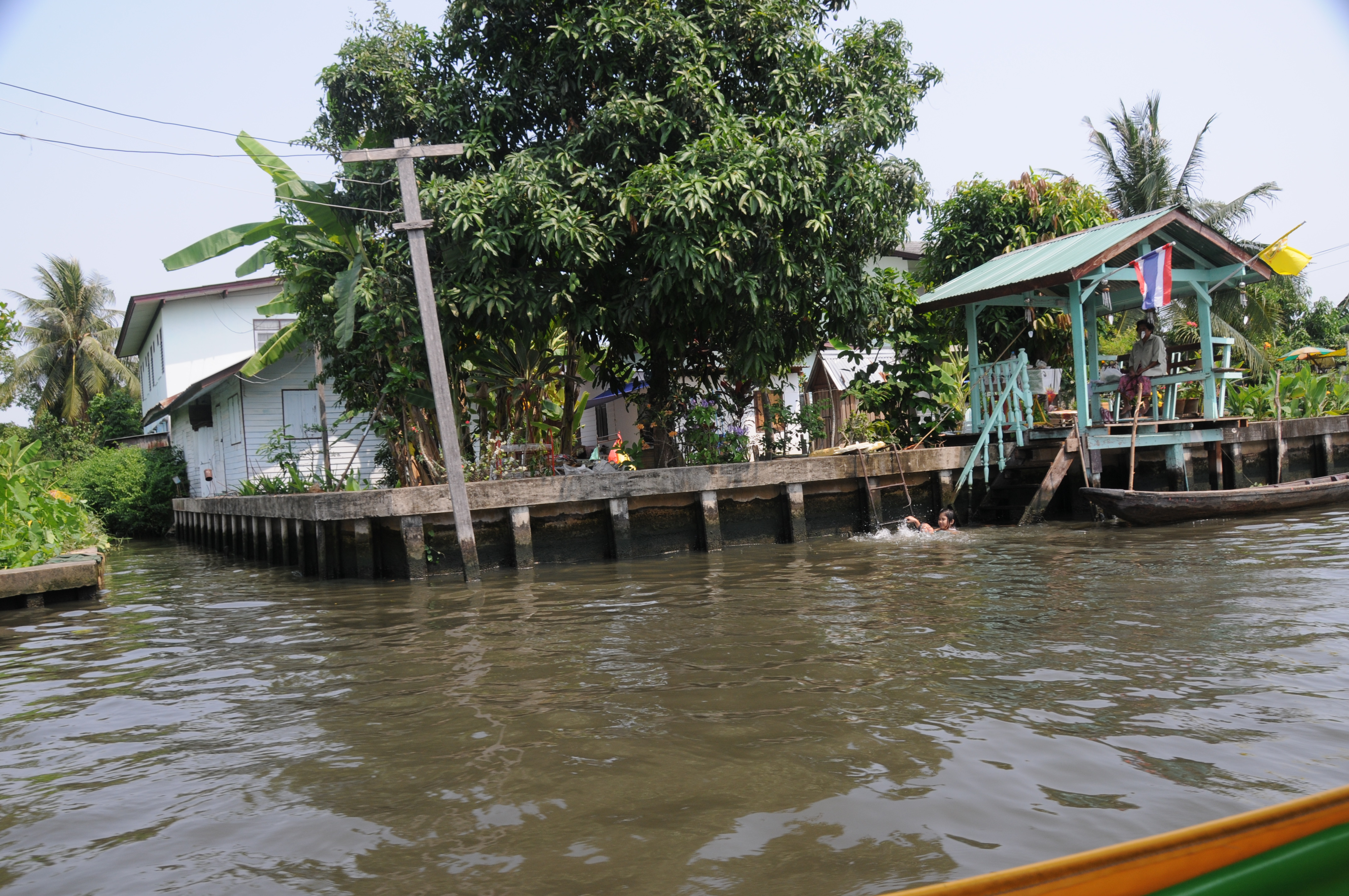
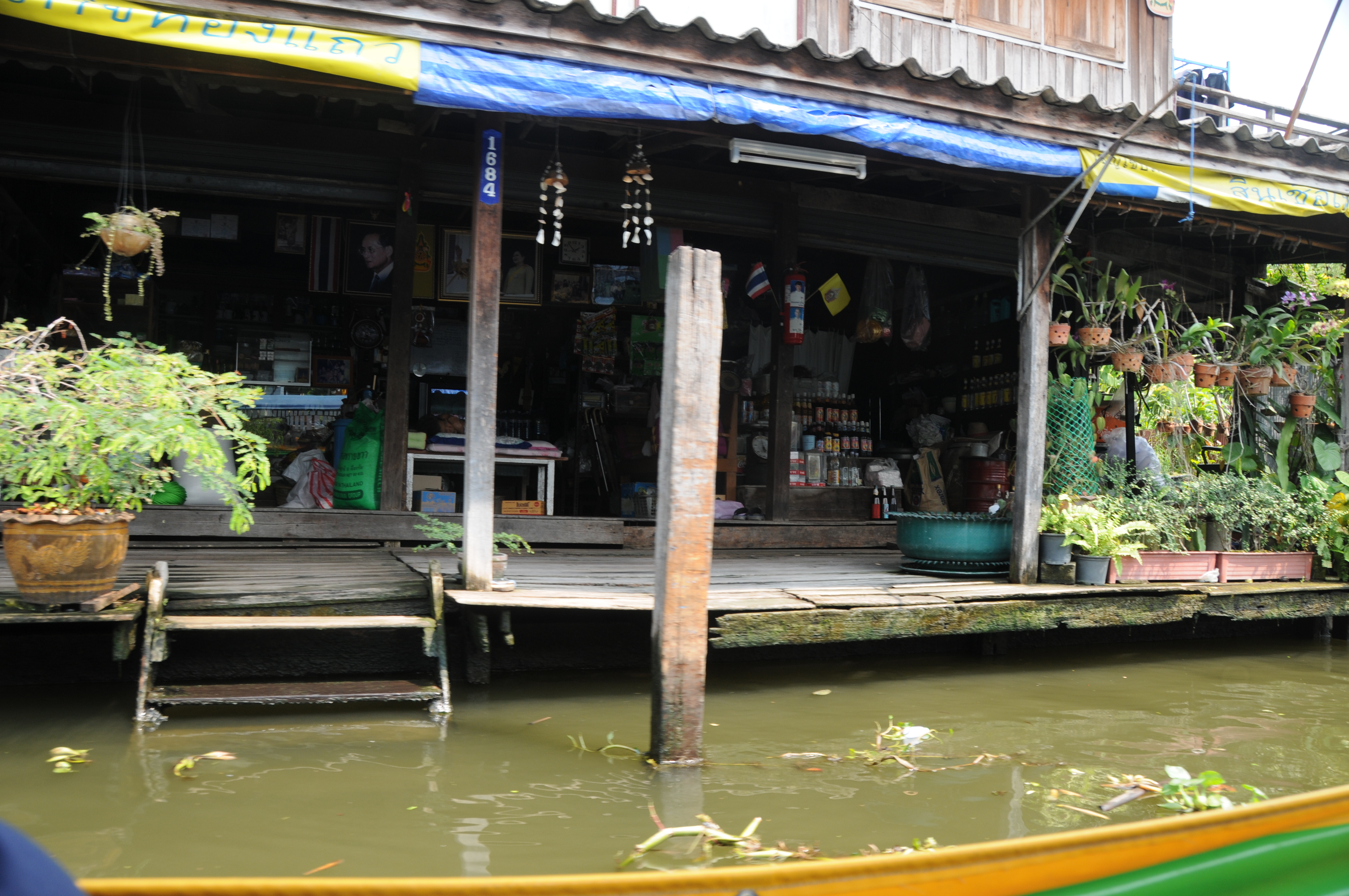
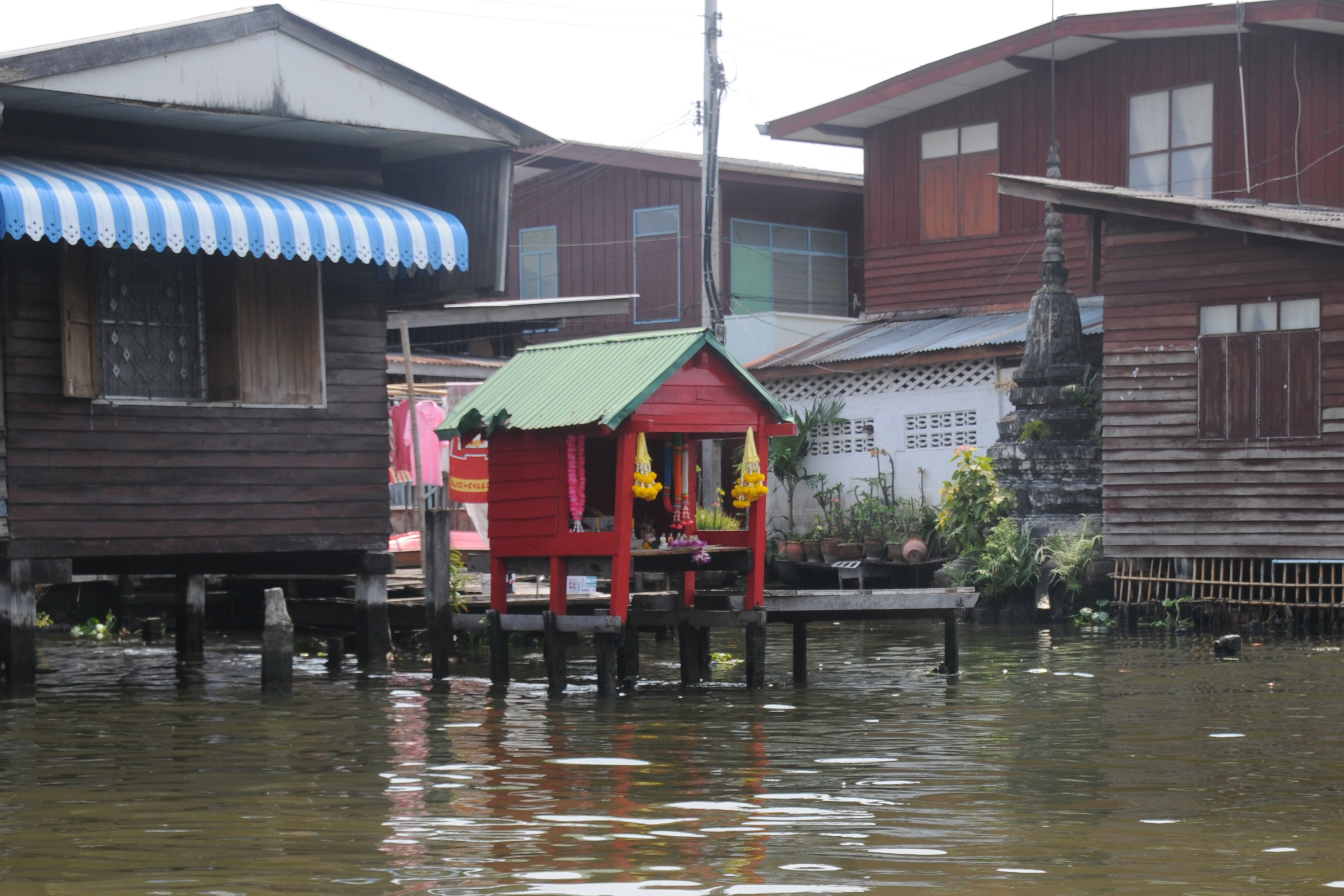
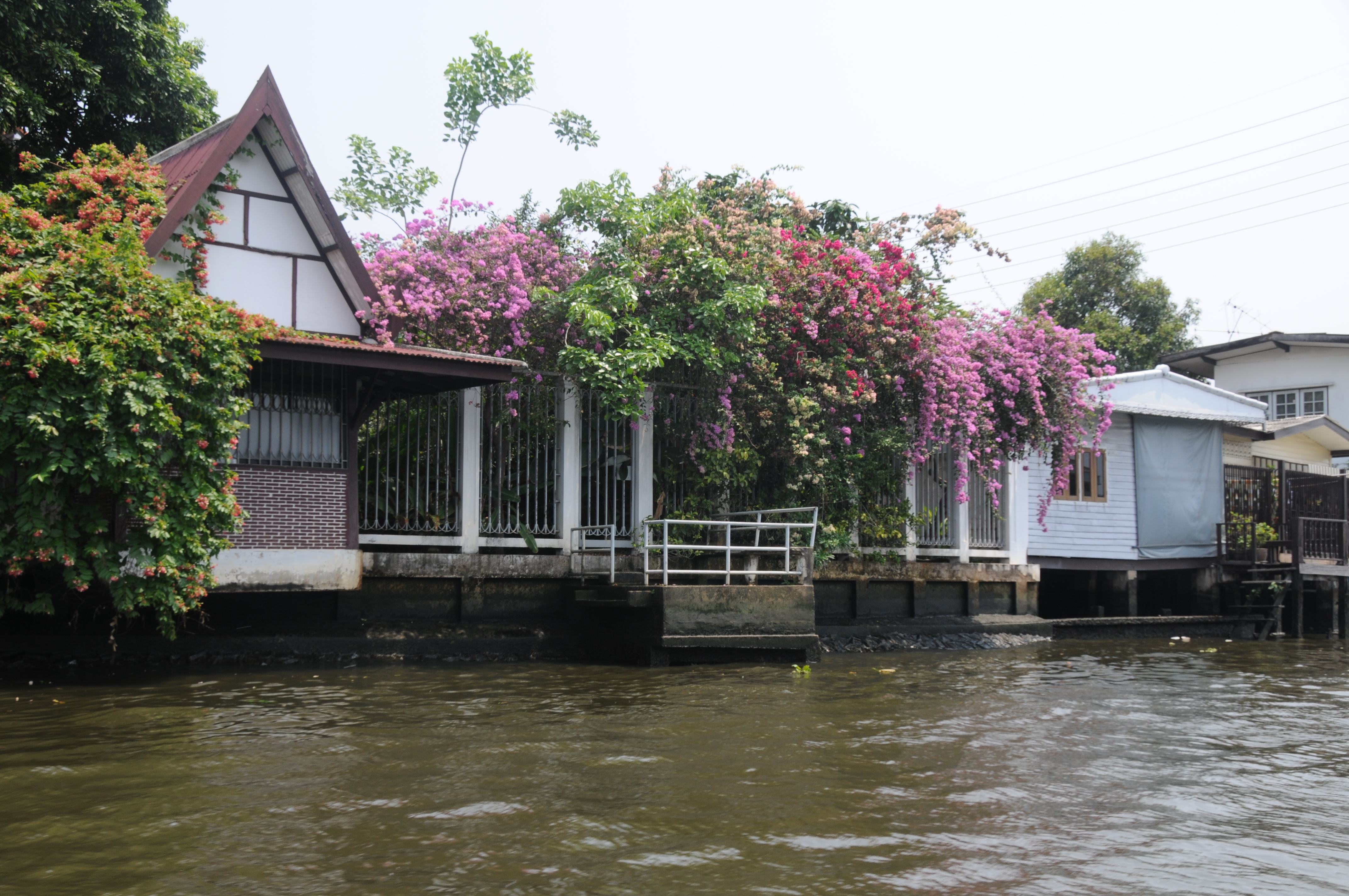
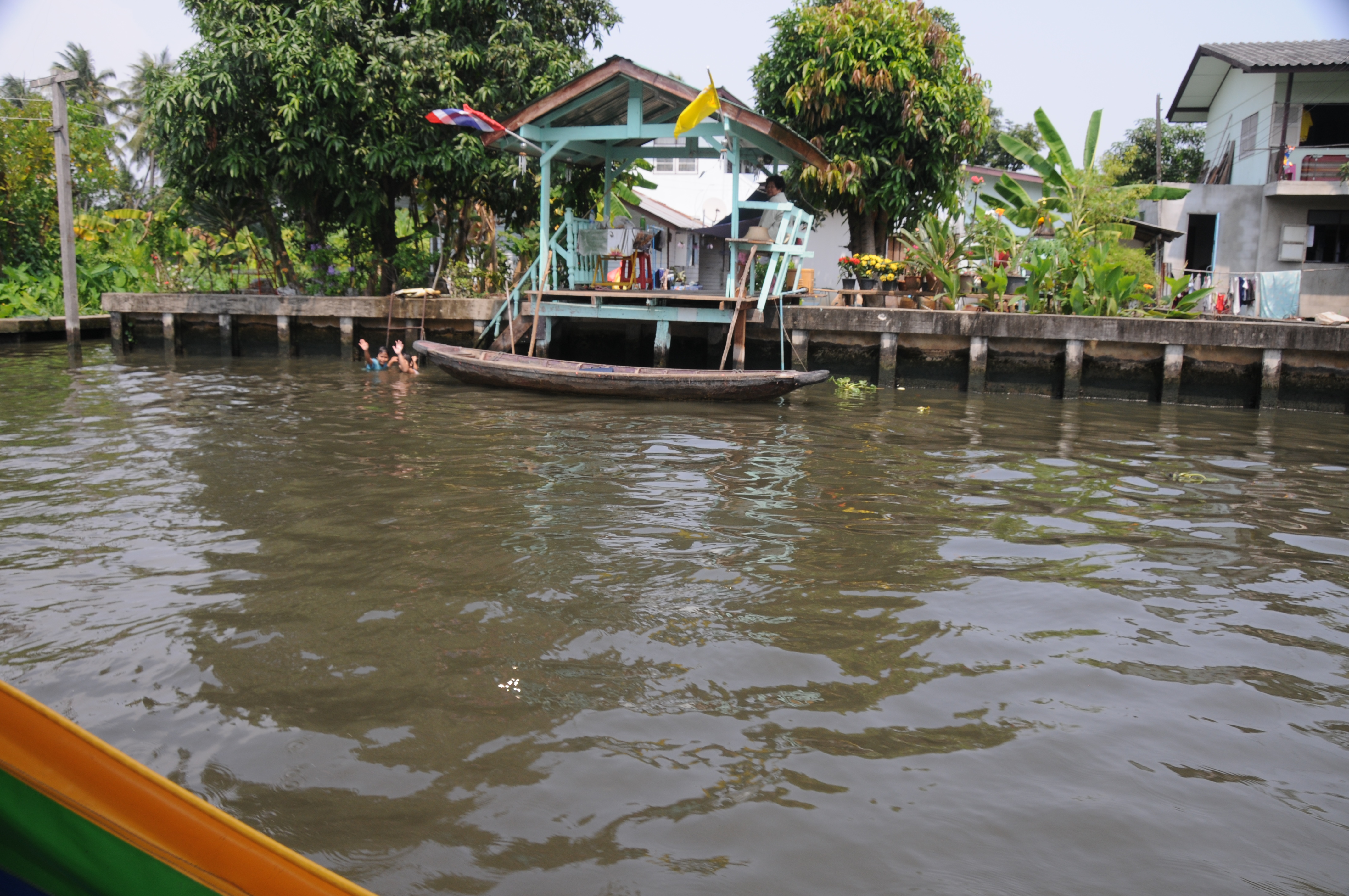

Grand rond-point Wongwian Yai
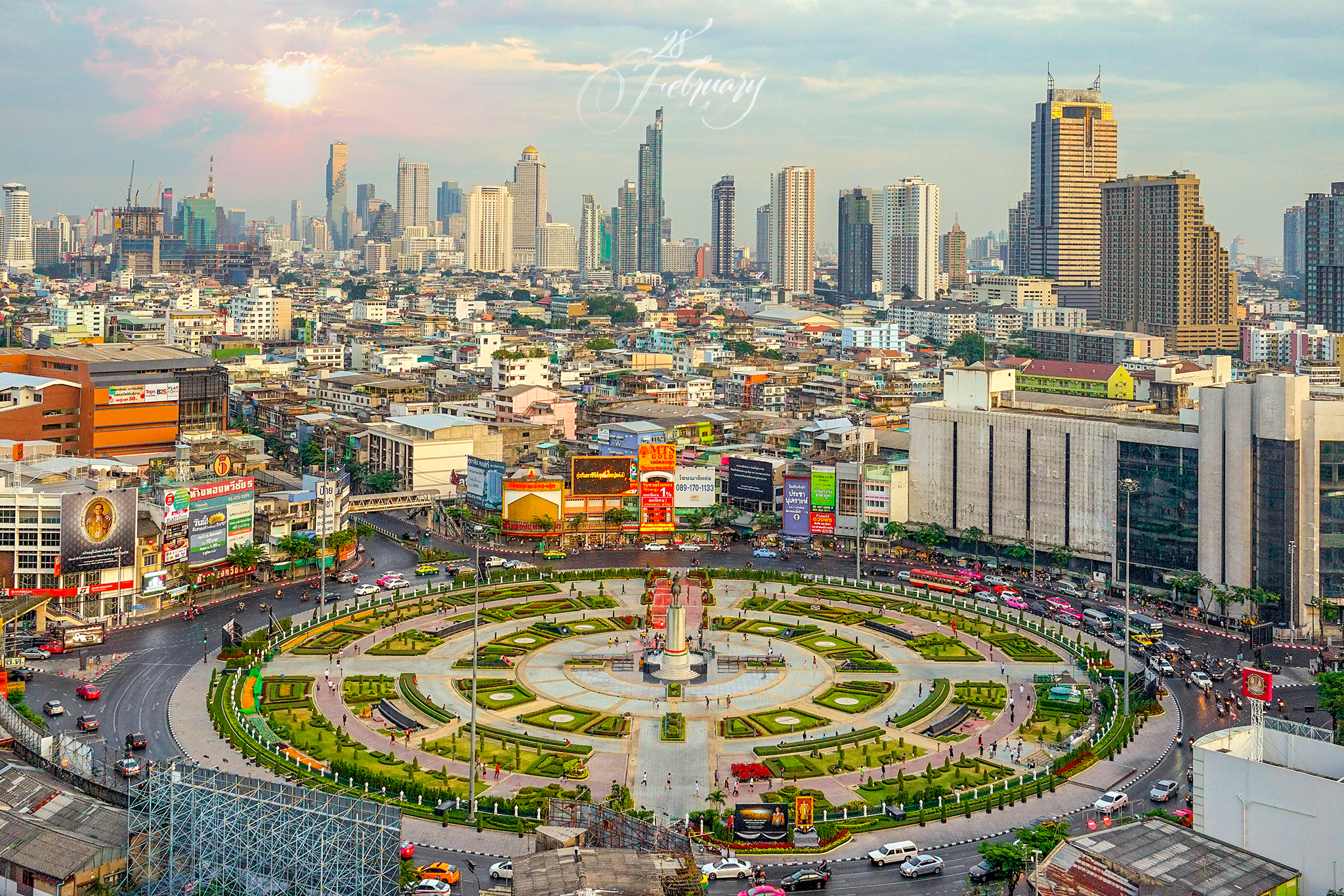
Le jour, en 2017
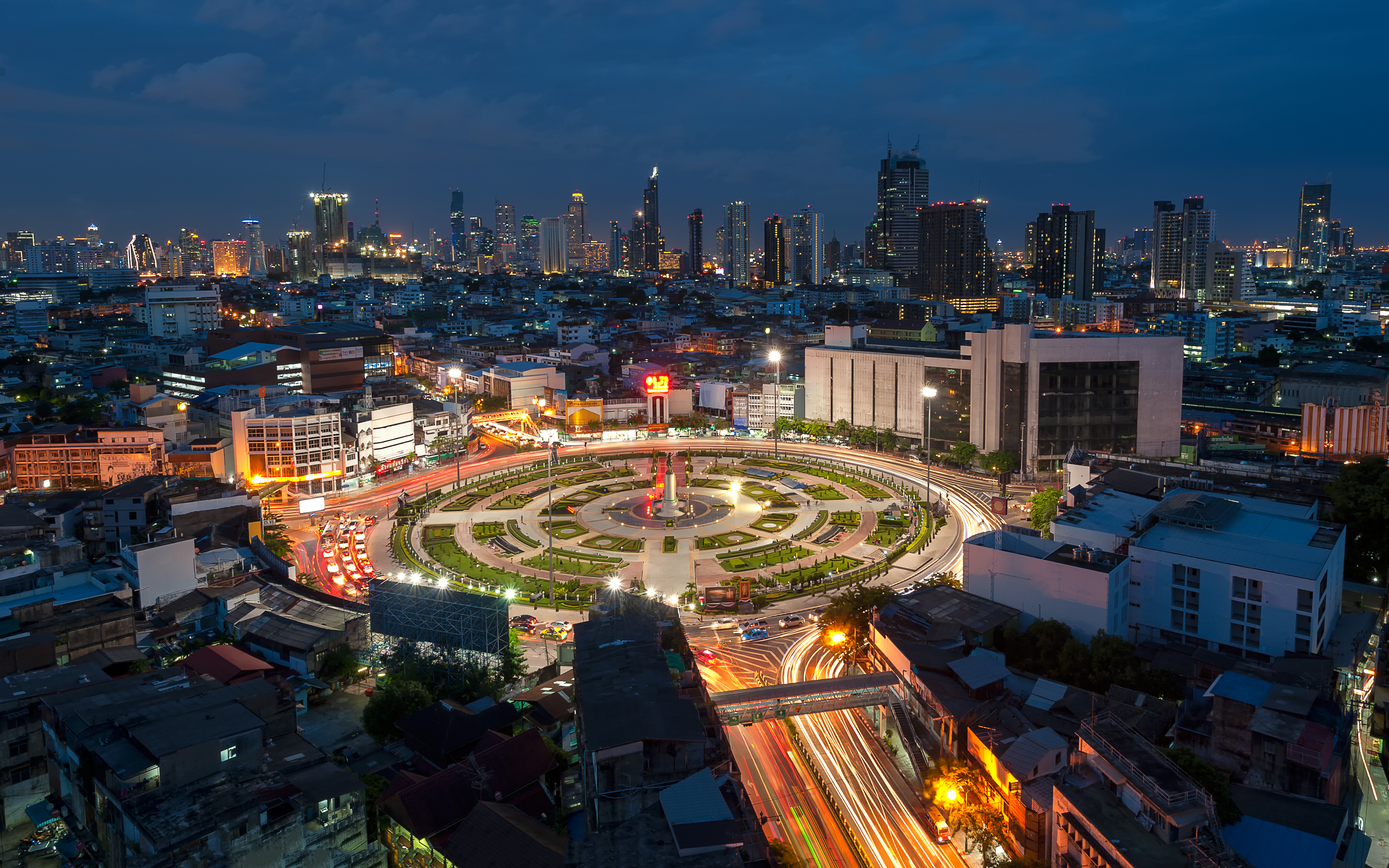
La nuit, en 2017
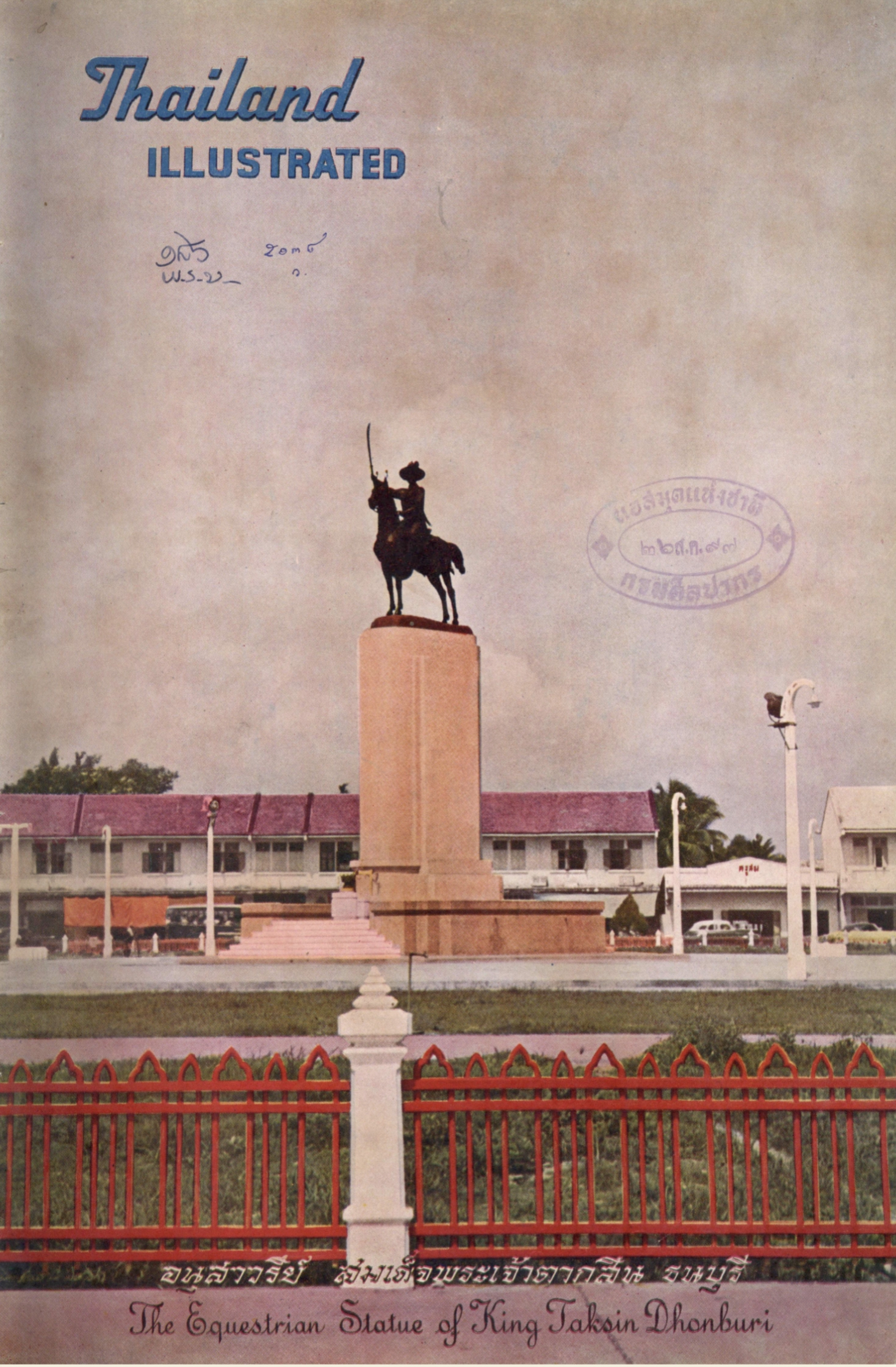
Statue équestre du roi Taksin, couverture d'une revue lors de son inauguration, 1954
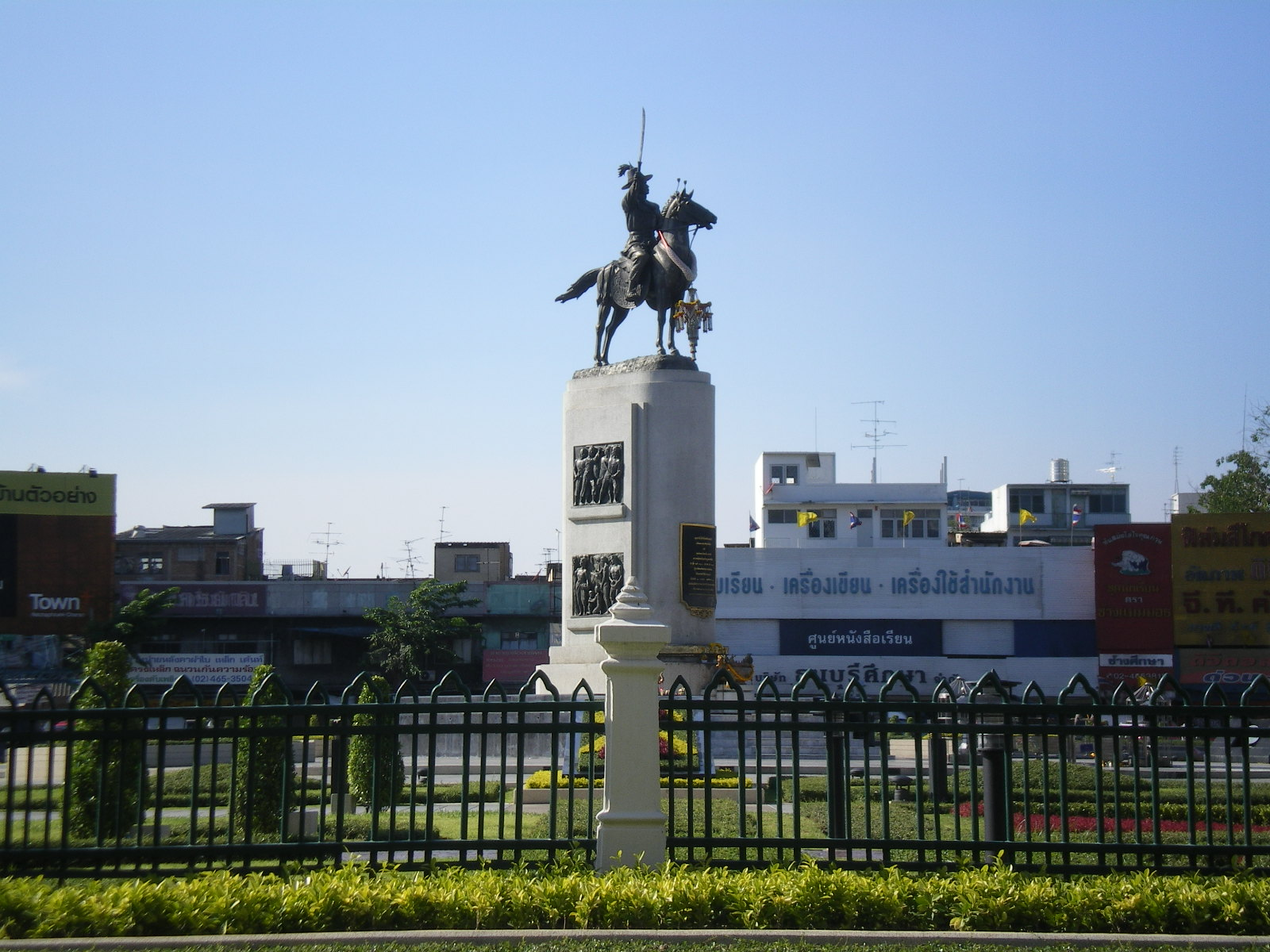
Statue équestre du roi Taksin en 2009
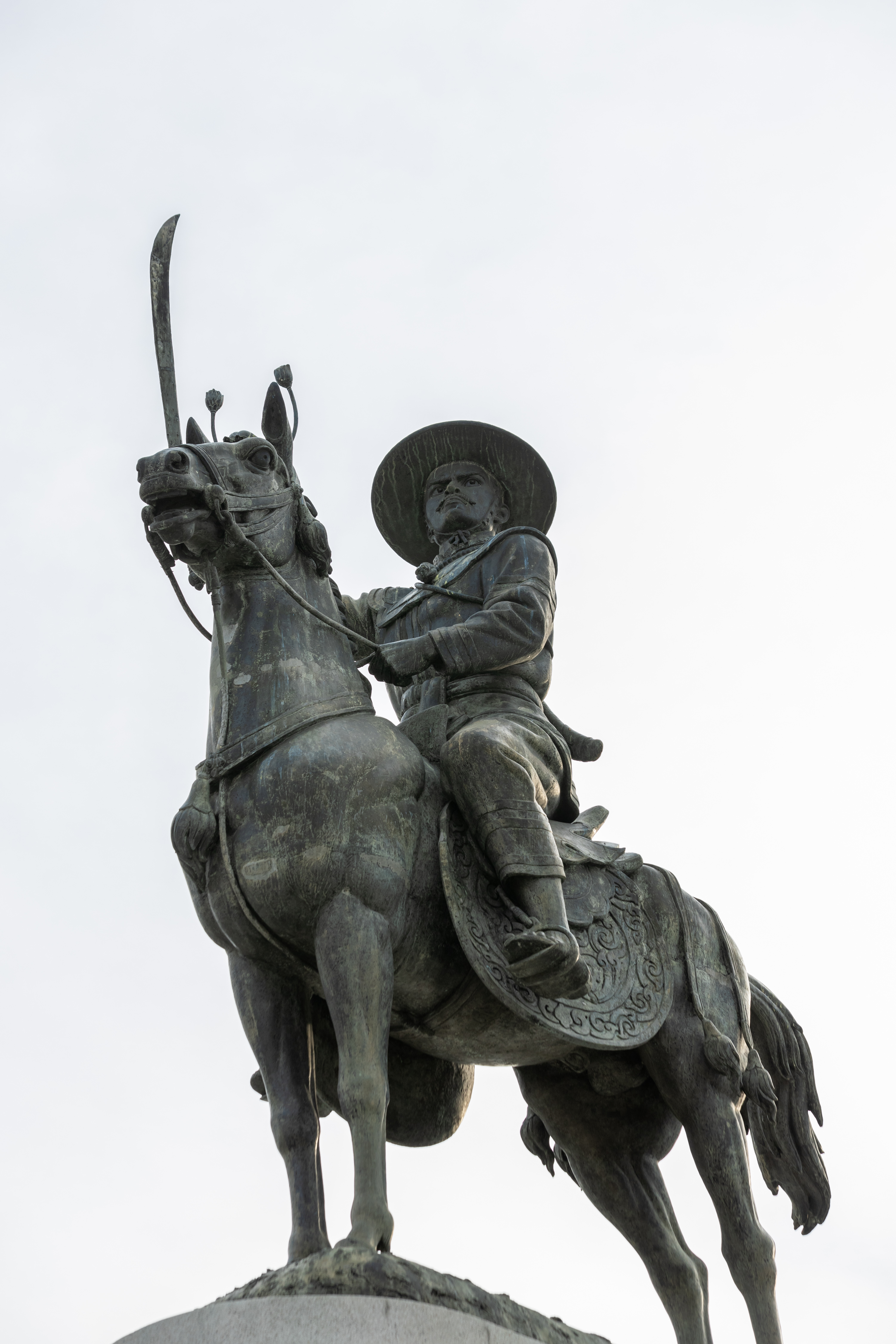
Statue équestre du roi Taksin

Wat Kanlayanamit
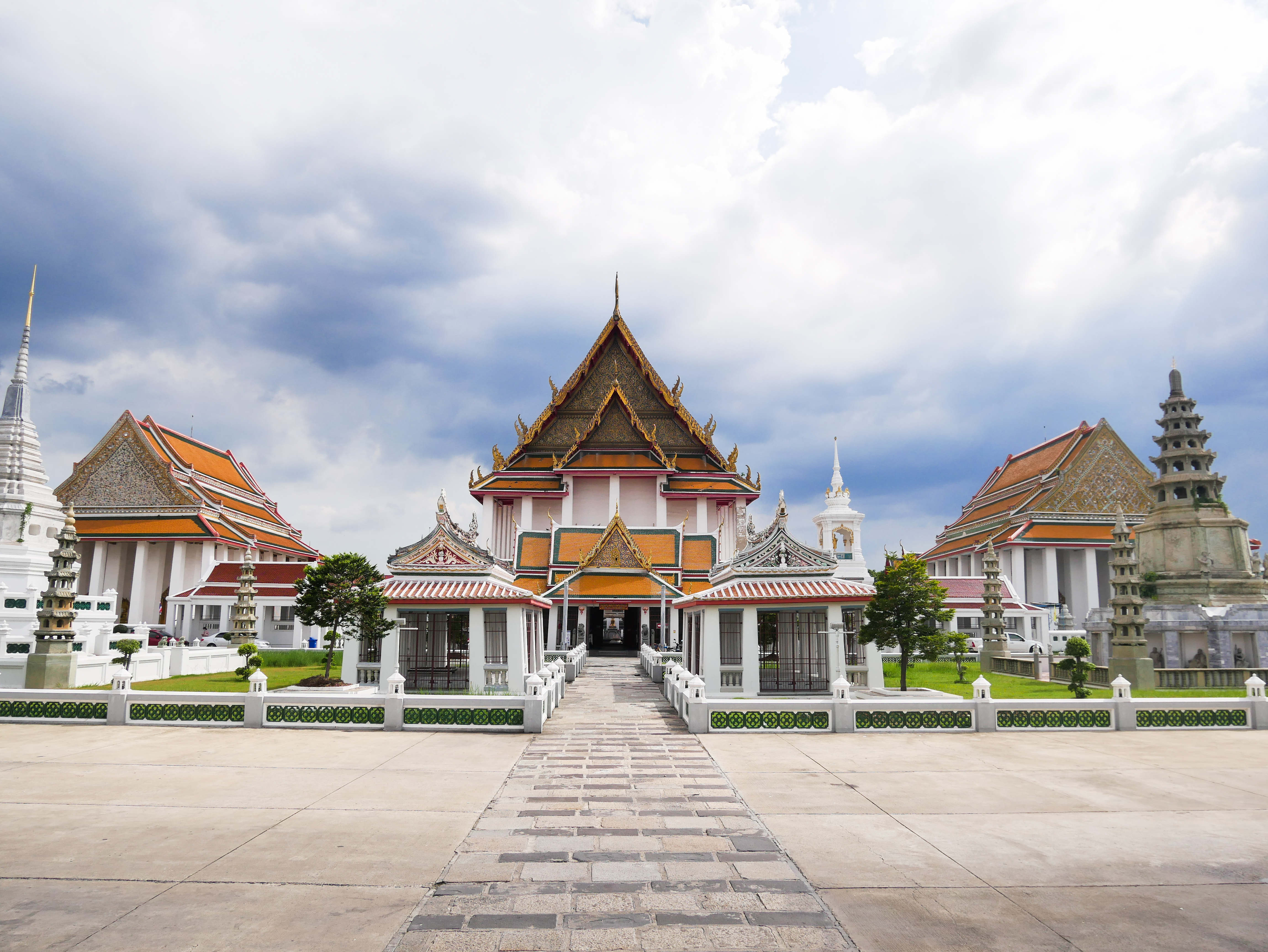
Entrée en 2022
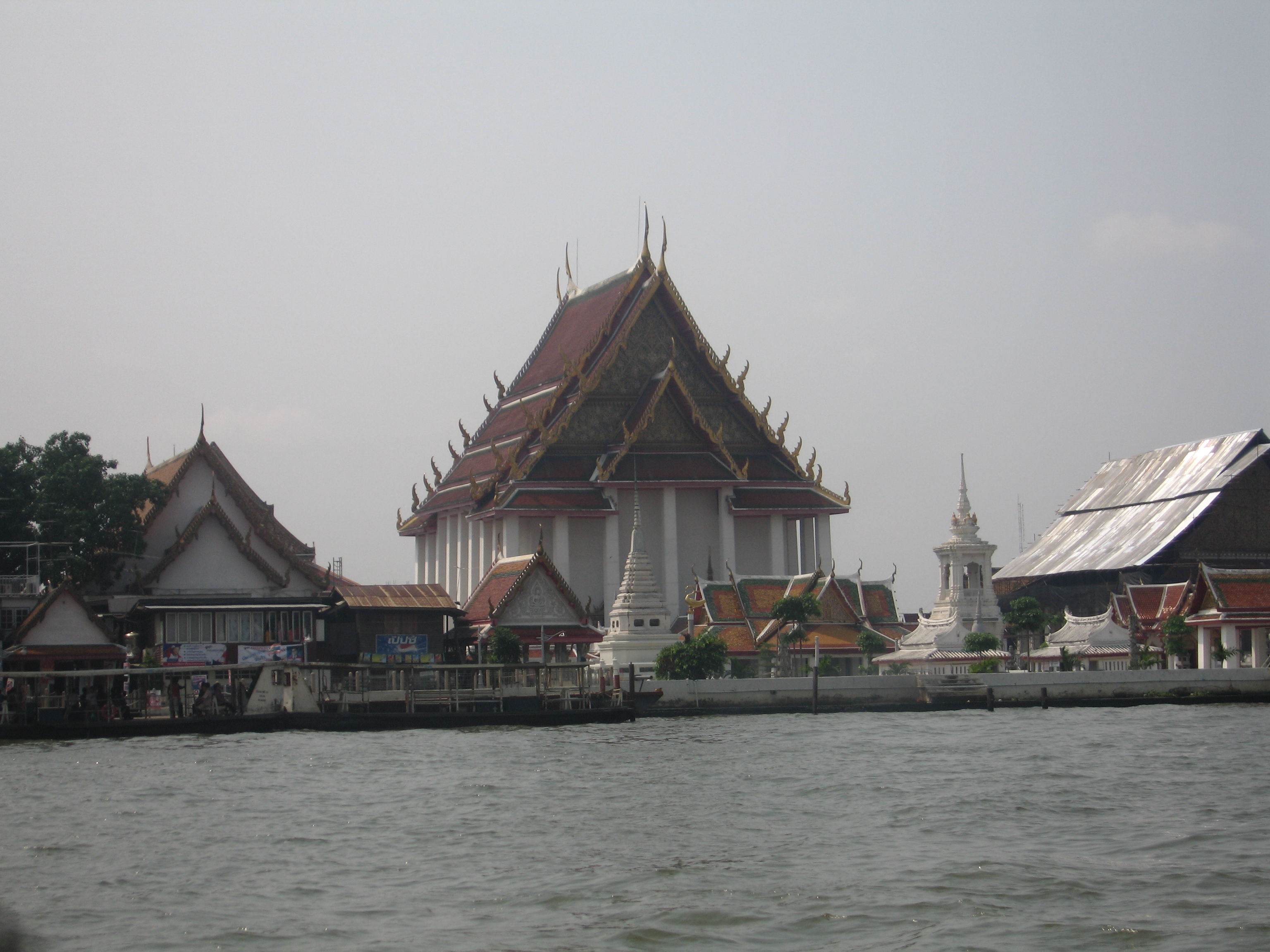
Dans le fog de Bangkok en 2005, vue du fleuve Chao Phraya
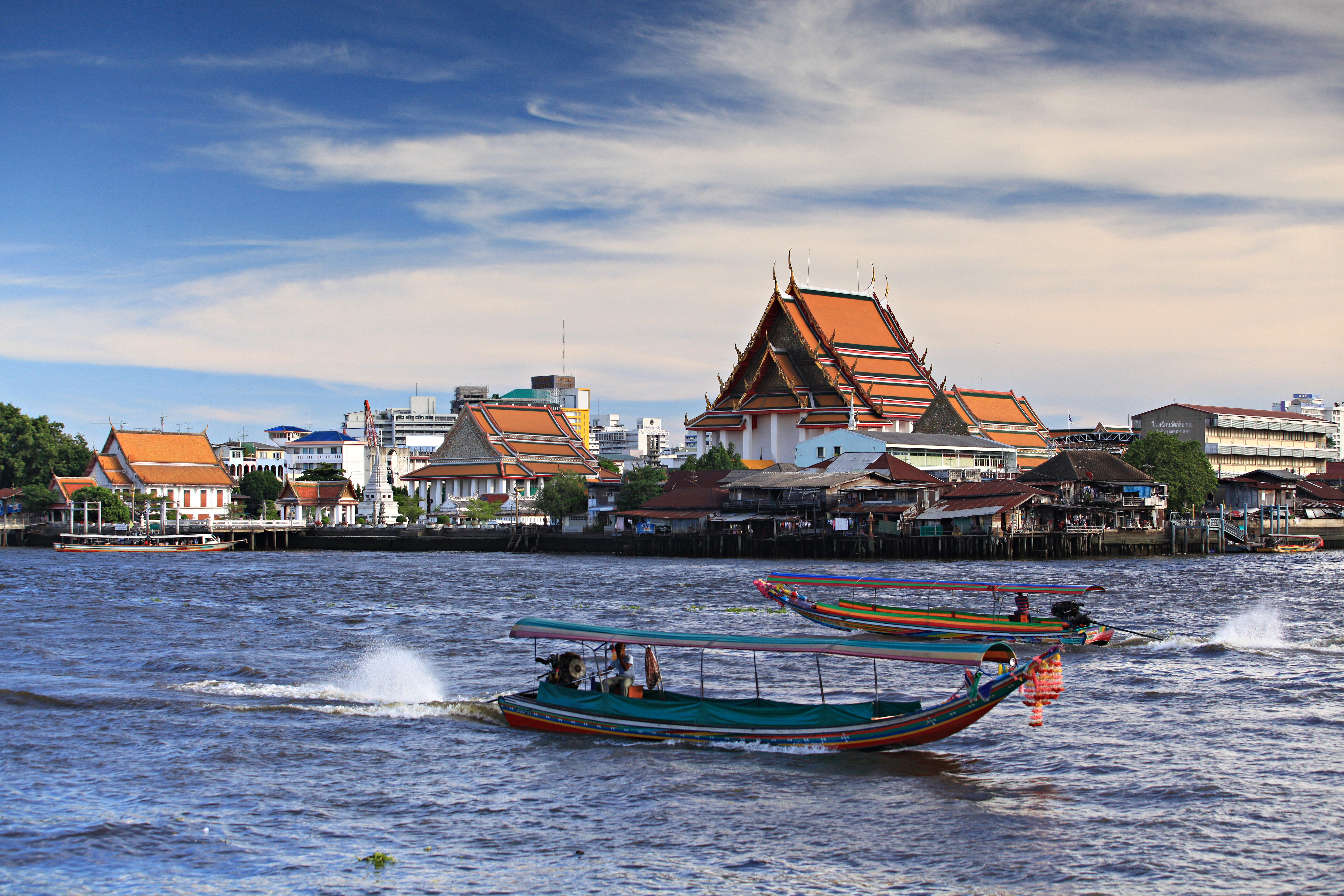
Sous le ciel bleu, vue du fleuve Chao Phraya en 2013
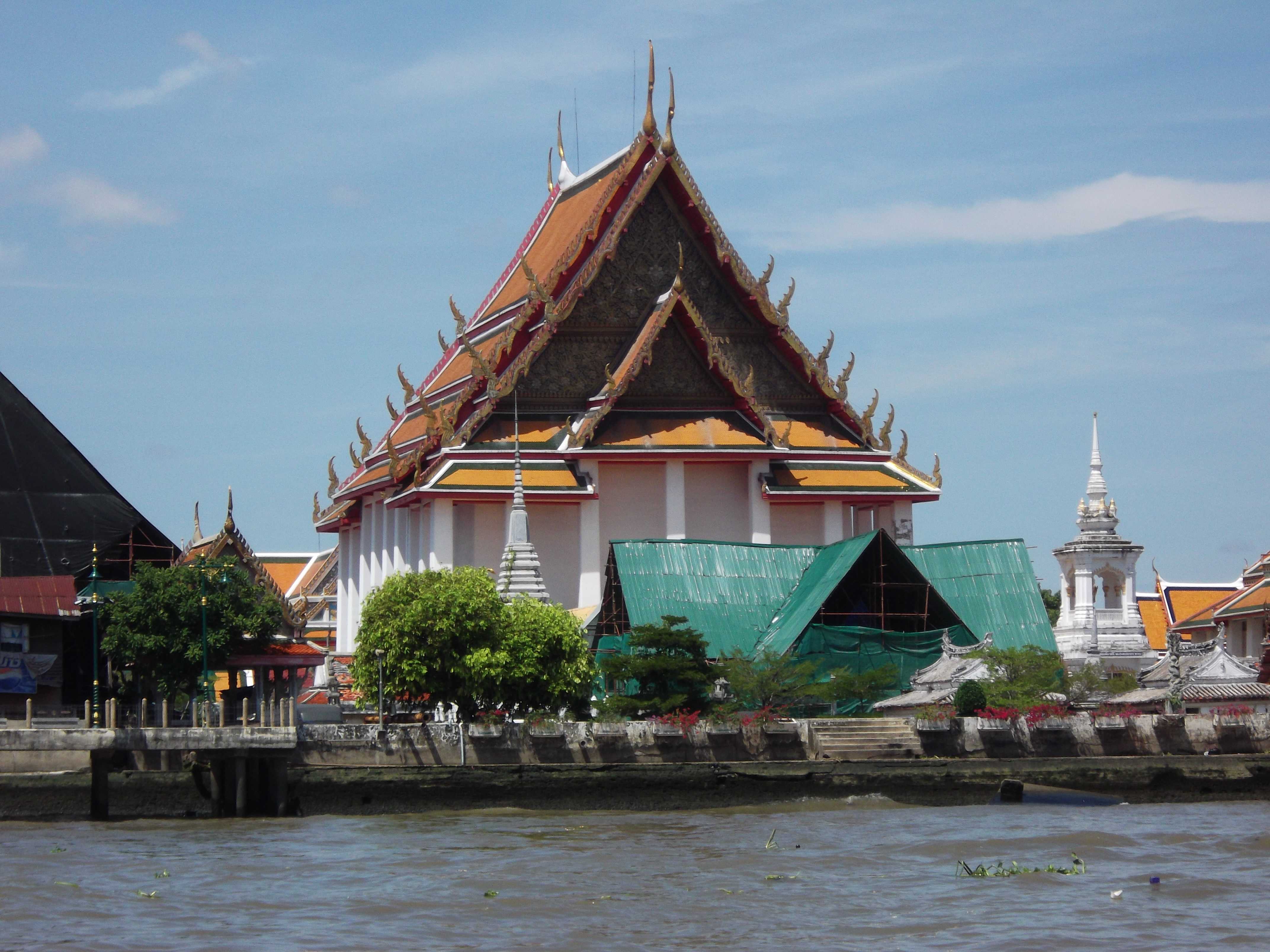
Sous le ciel bleu en 2014, vue du fleuve Chao Phraya (avec travaux de rénovation d'un bâtiment annexe)
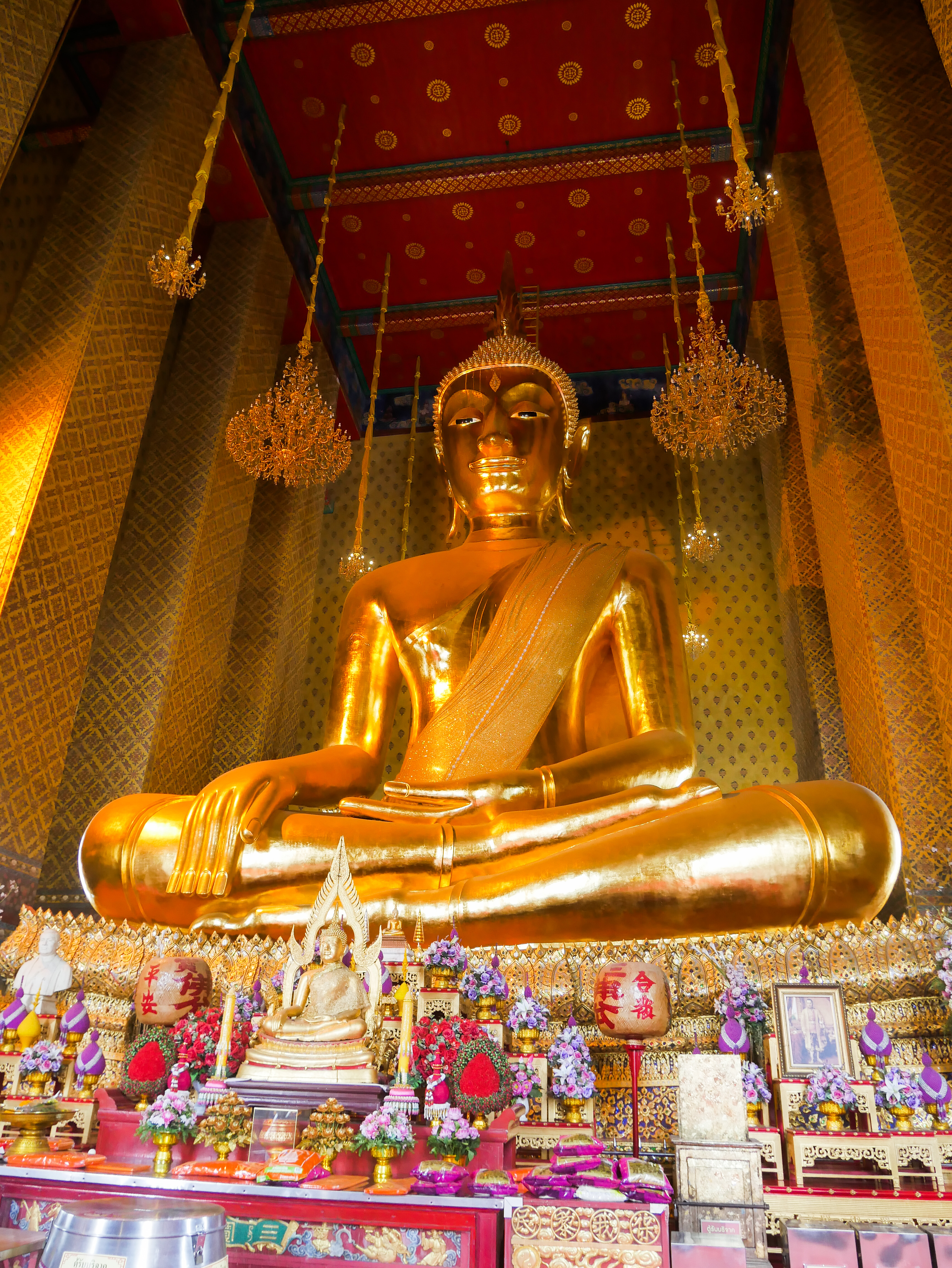
Grande statue du Bouddha

Temple chinois de Guanyin (Kuan Yin)
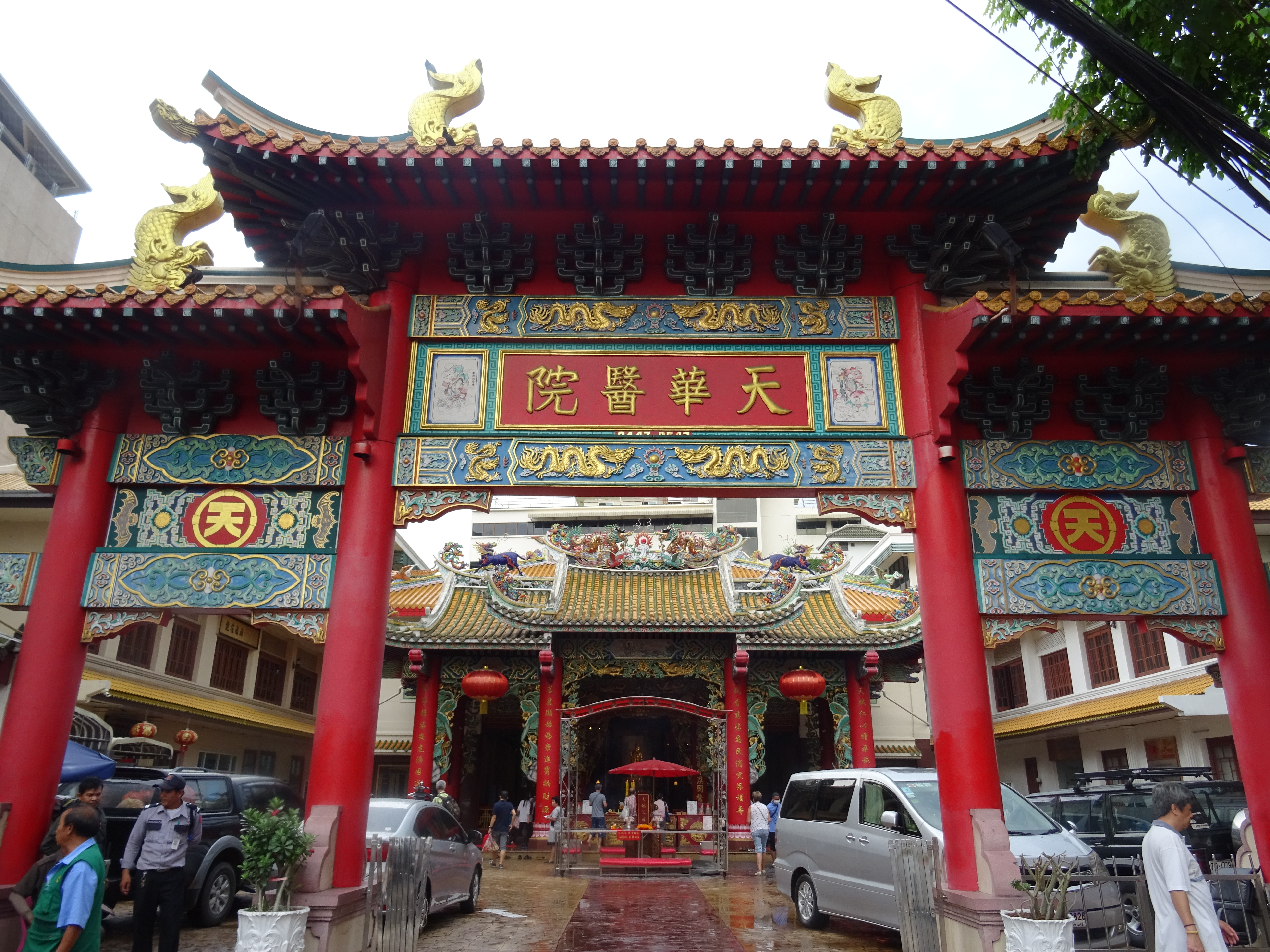
Porte d'entrée et temple en arrière-plan
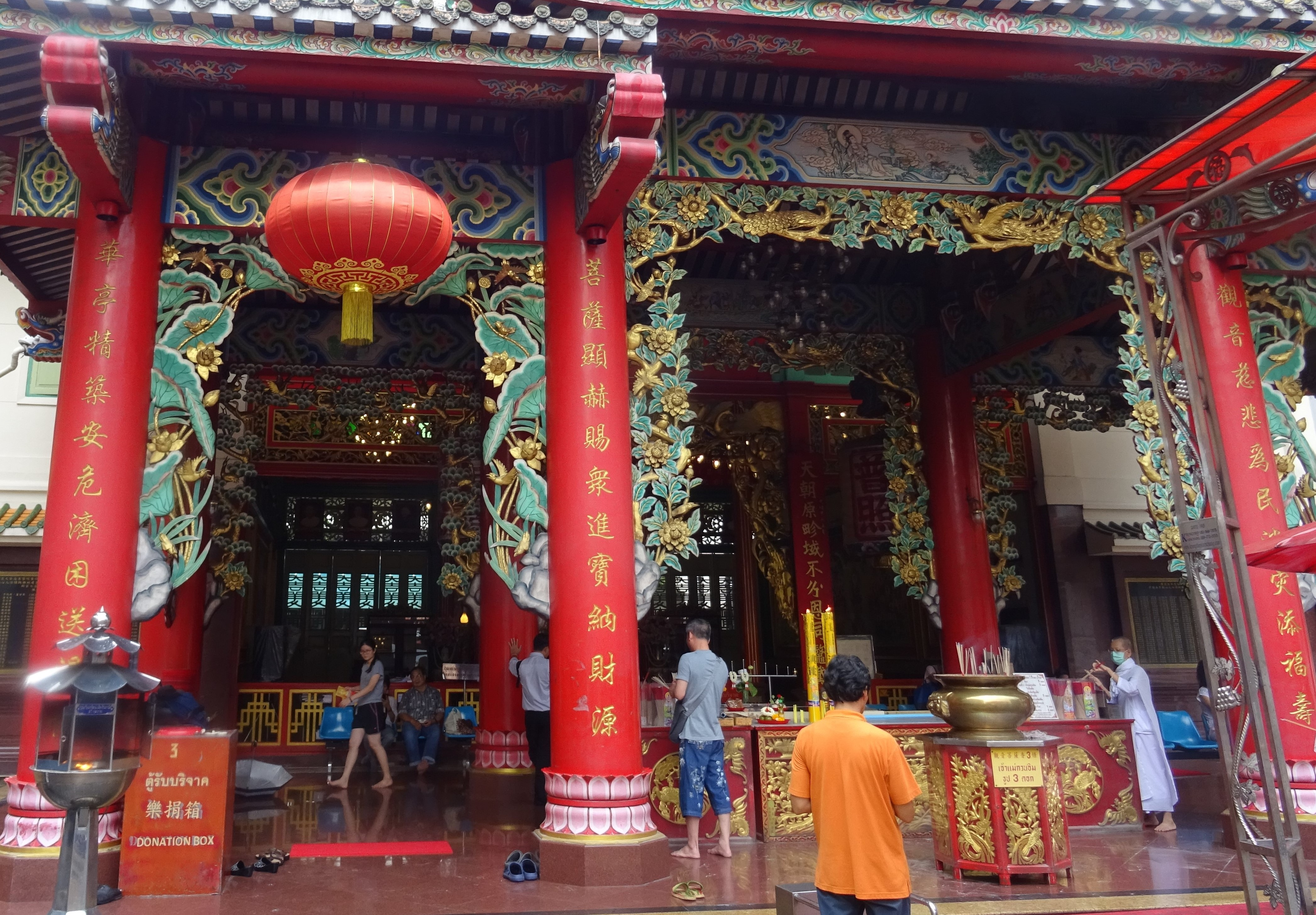
Entrée du temple
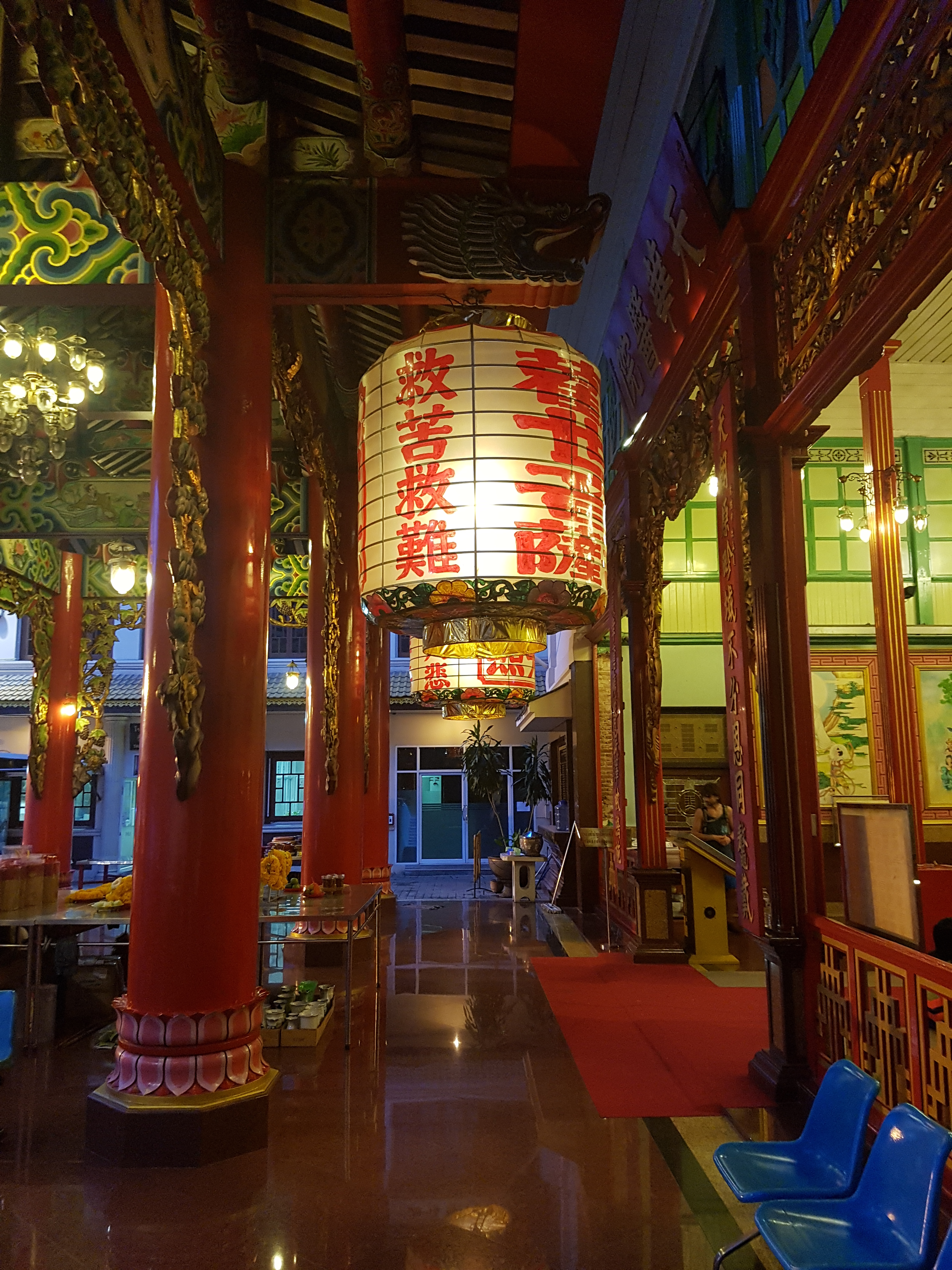
Lanterne chinoise
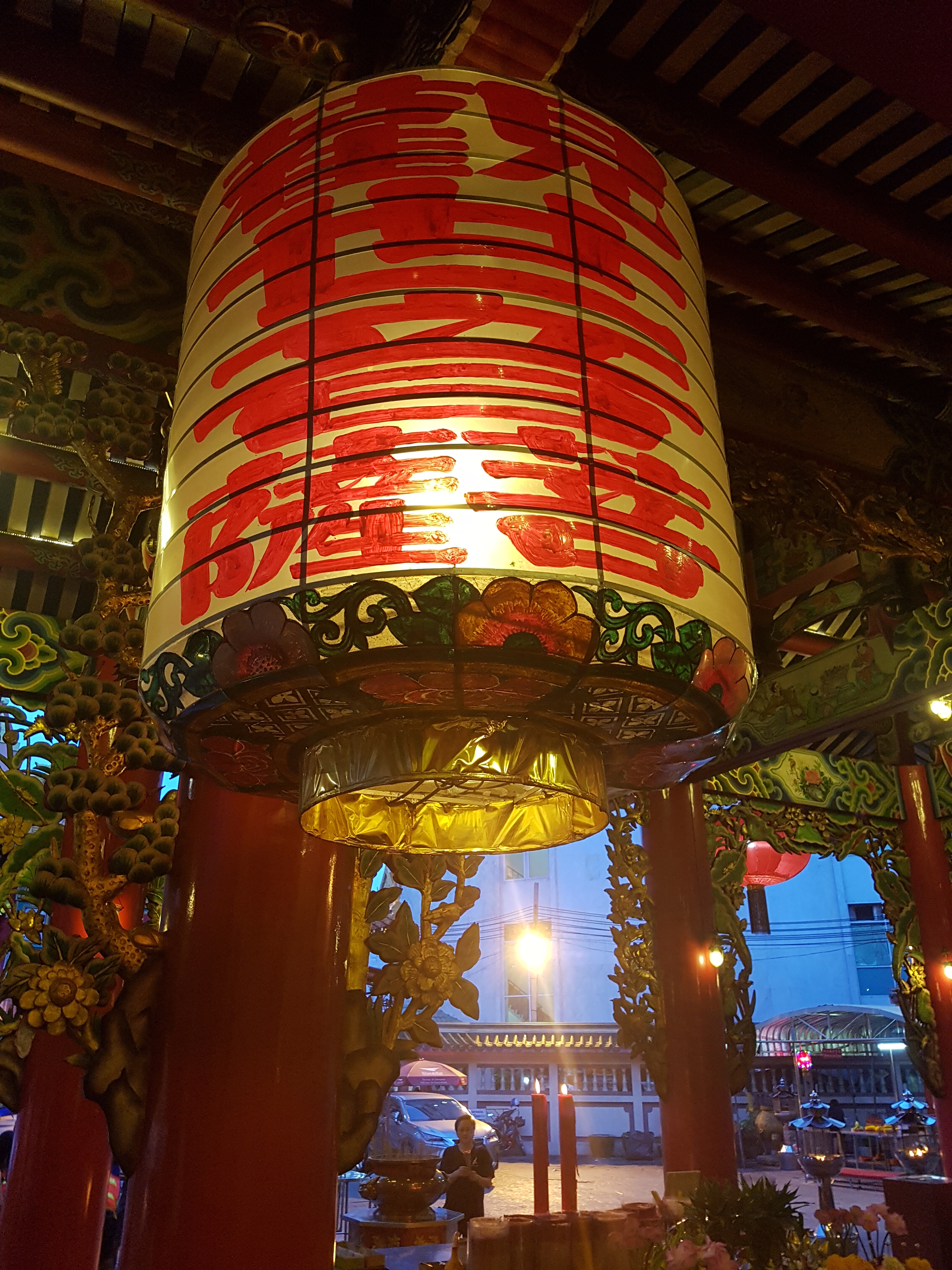
Lanterne chinoise
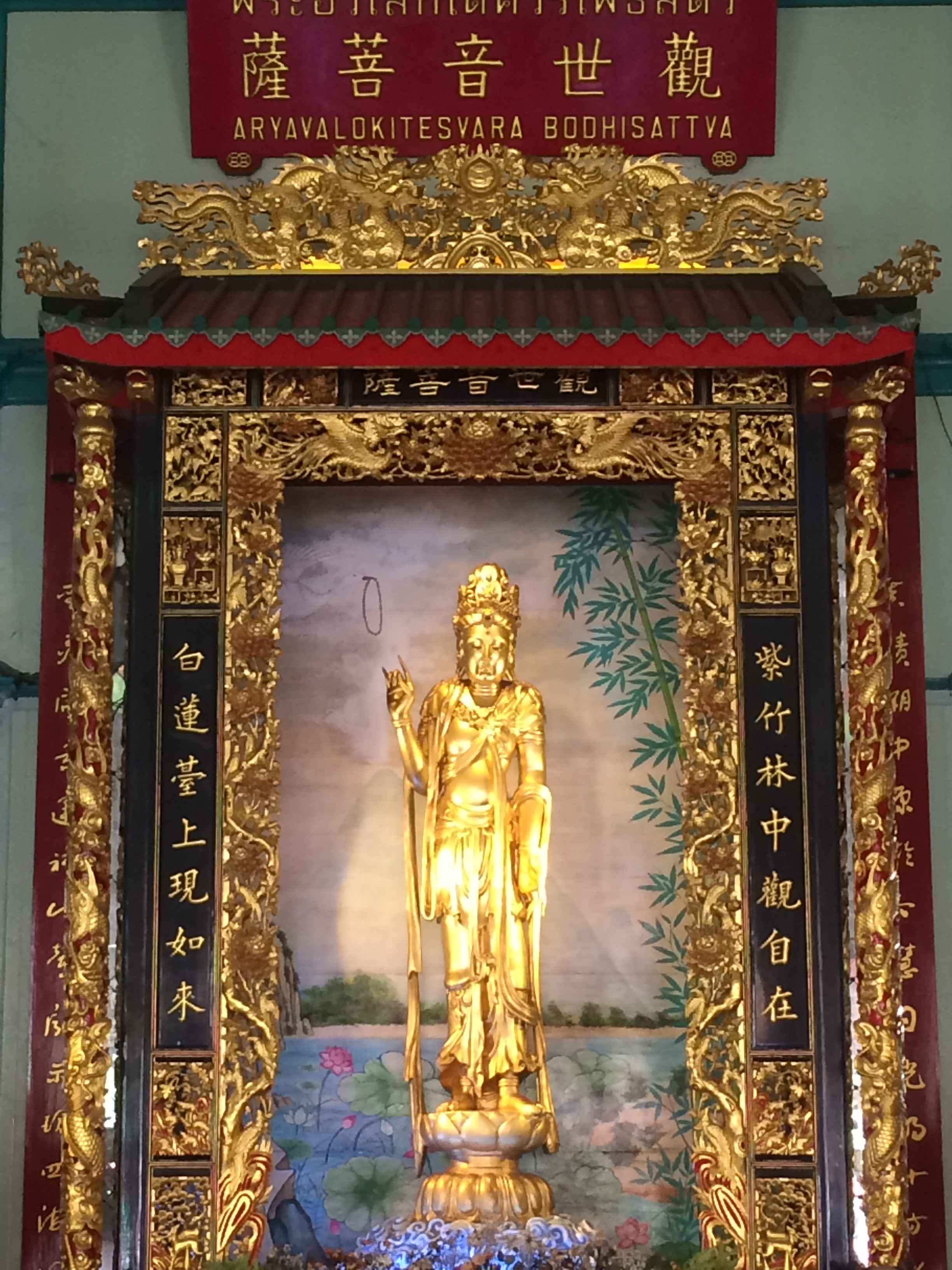
Guanyin, le jour
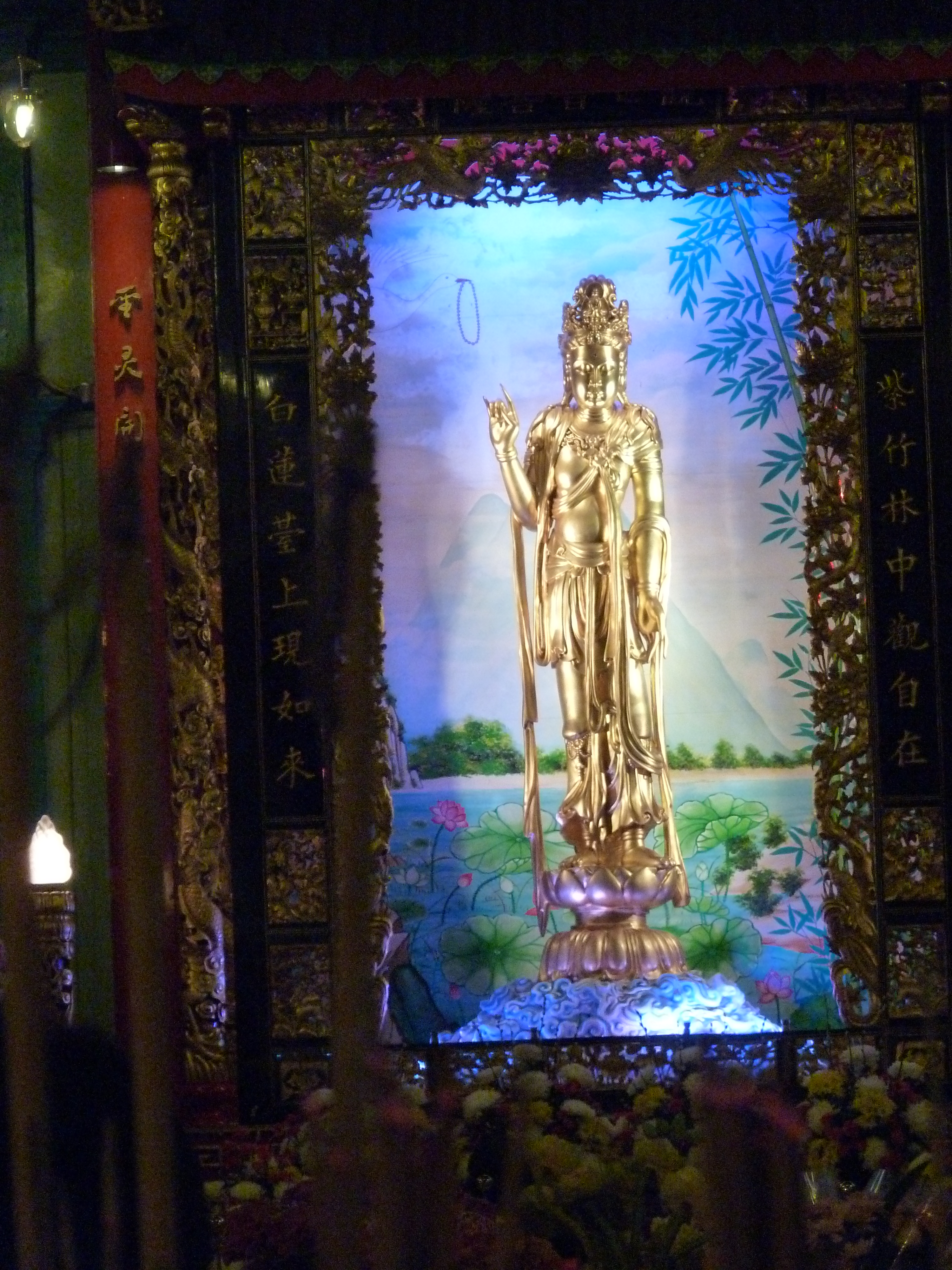
Guanyin, la nuit

Église catholique de la sainte-croix et Église protestante Samray
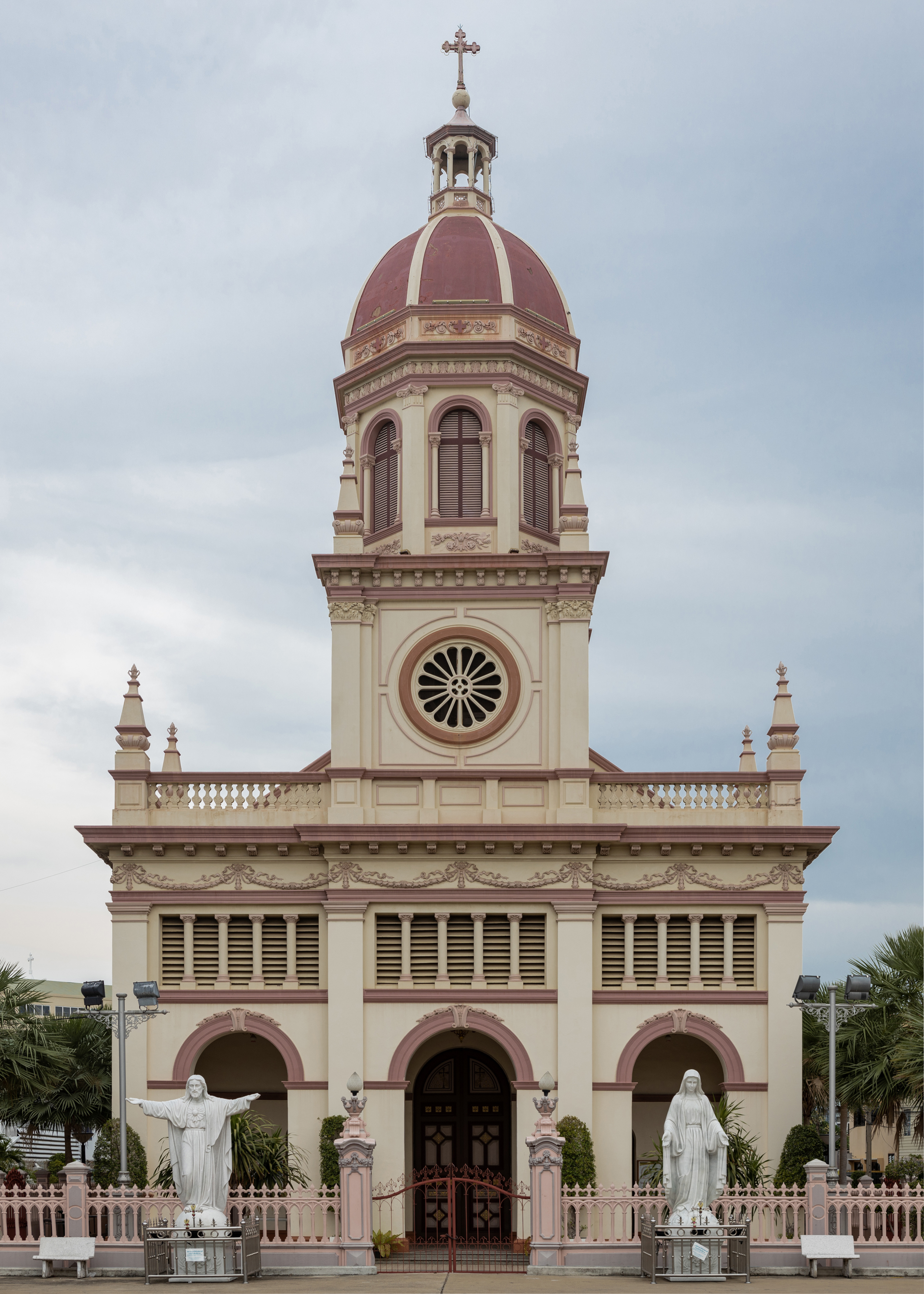
Église de la sainte-croix, le jour
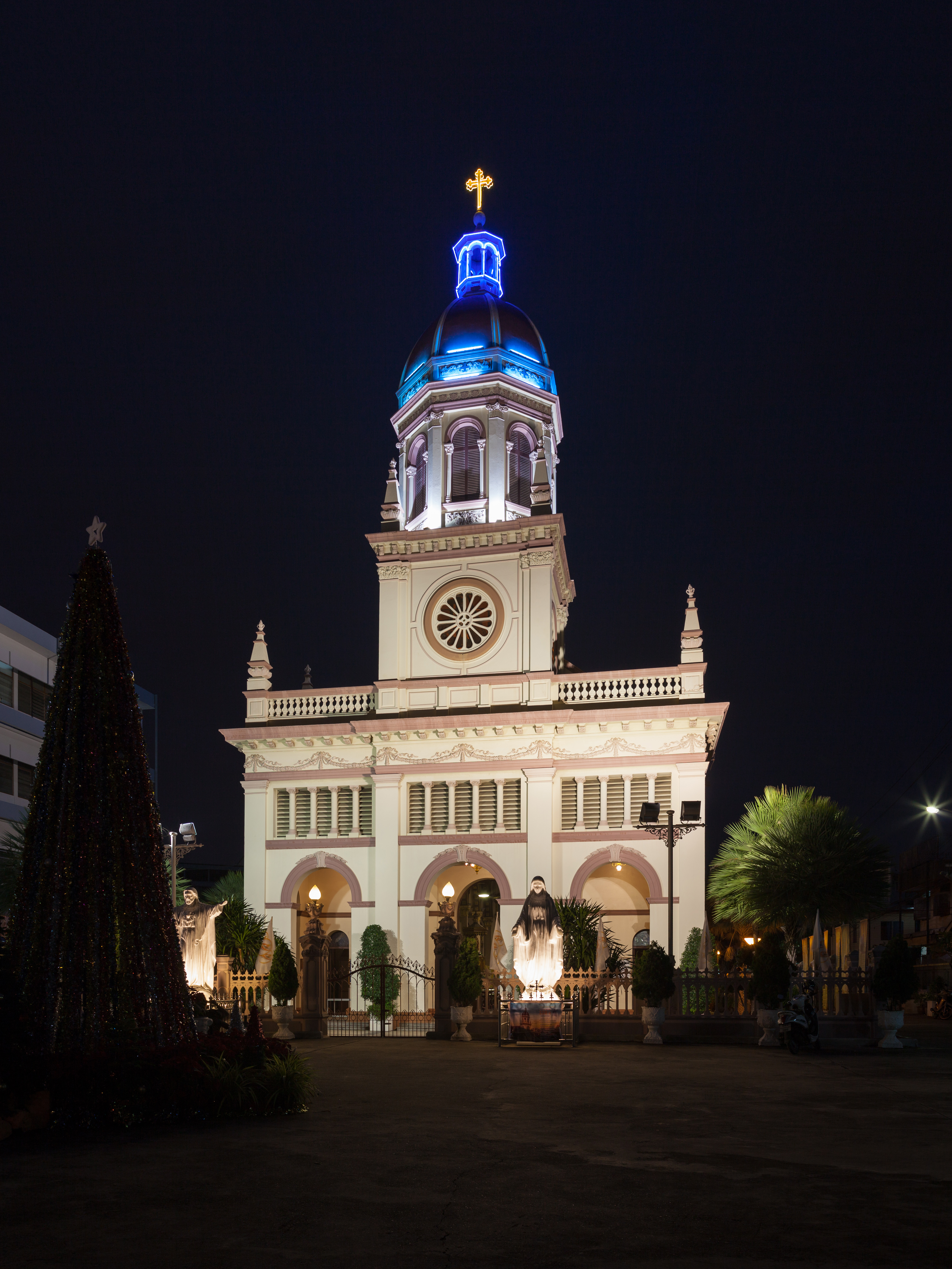
Église de la sainte-croix, la nuit
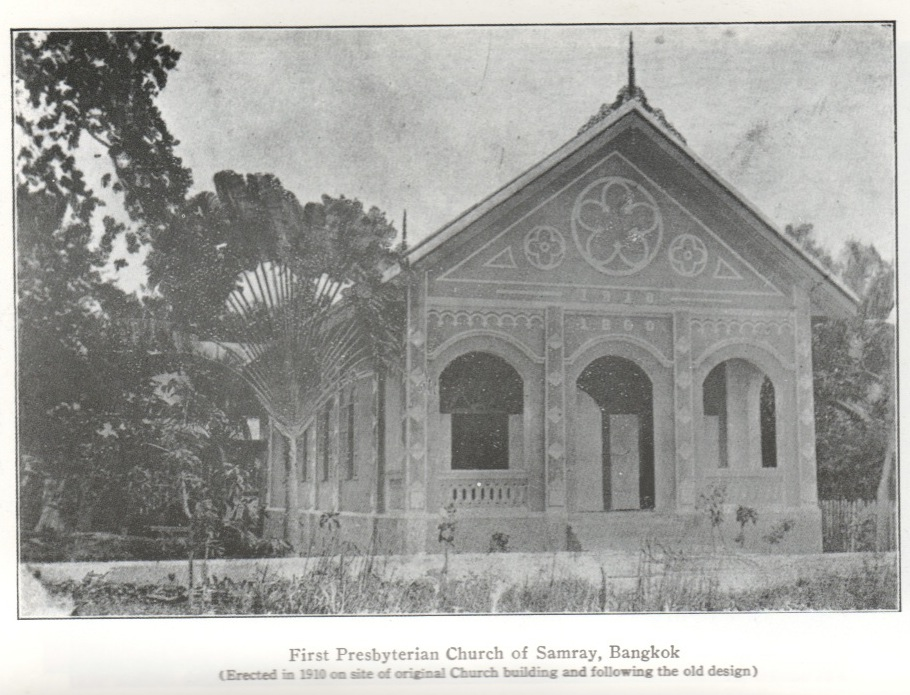
Église presbytérienne Samray en 1928
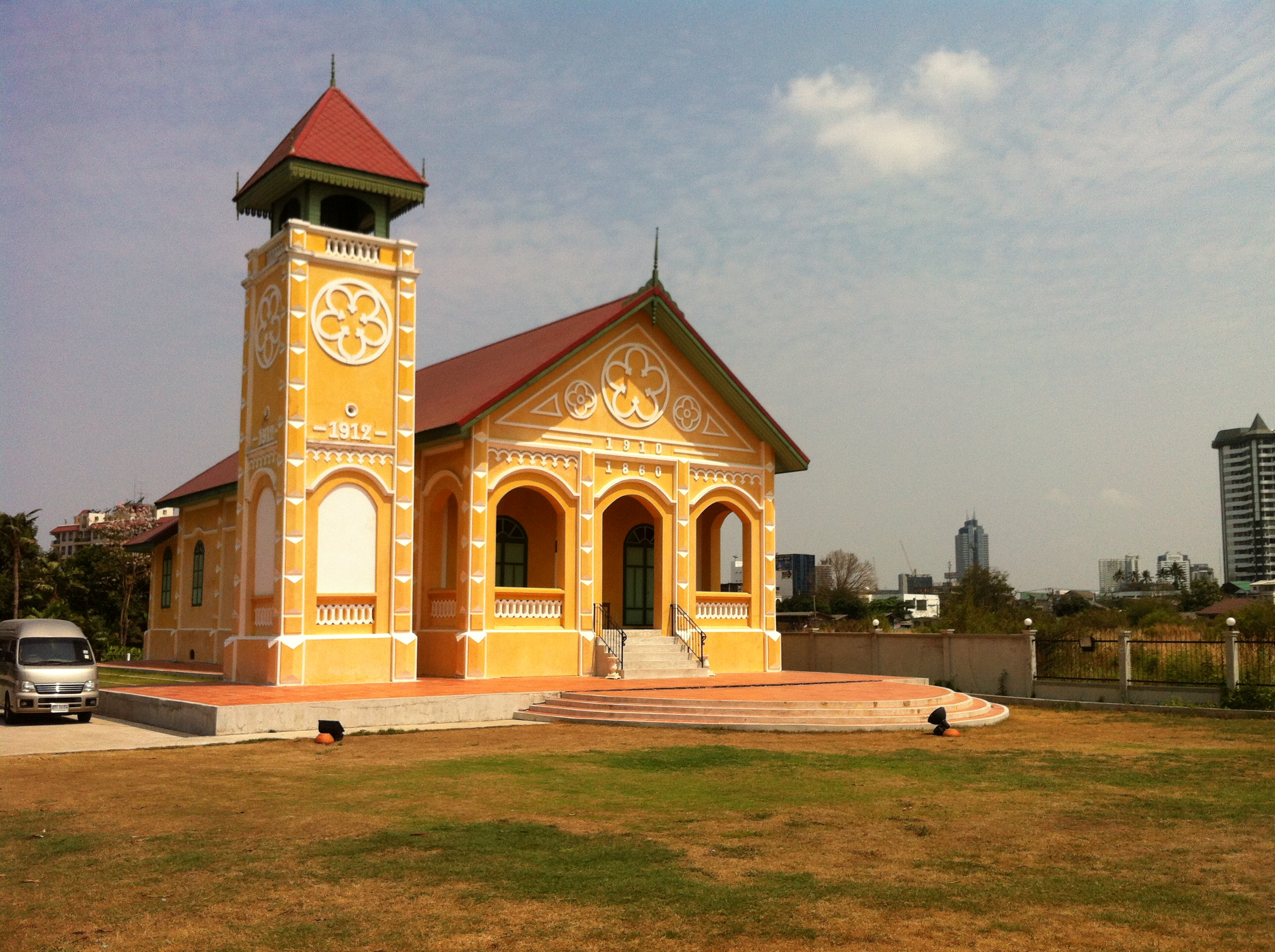
Église présbytérienne Samray en 2014 avec son clocher

Mosquées sunnites Tonsin et Bang Luang
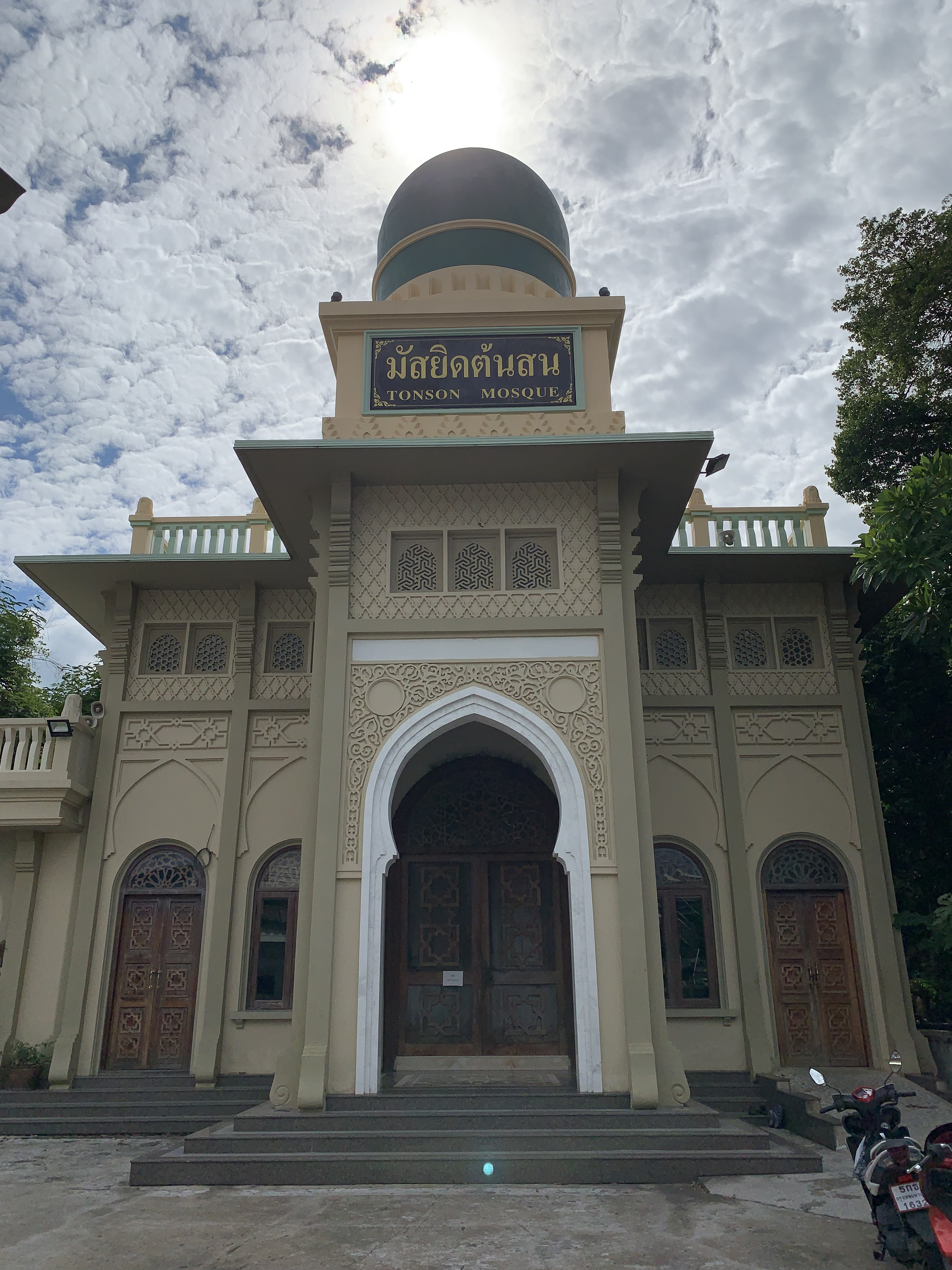
Mosquée Tonson
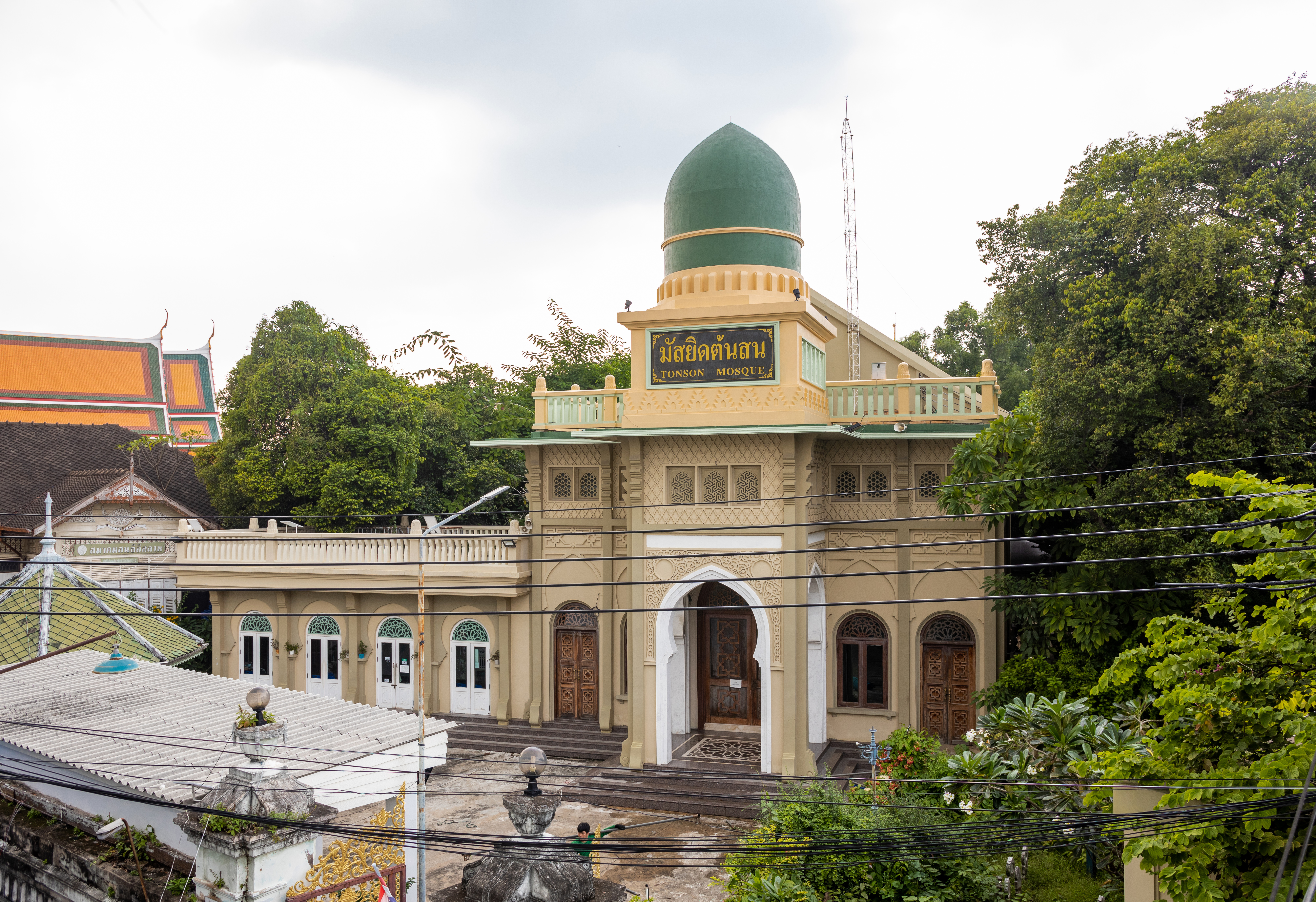
Mosquée Tonson
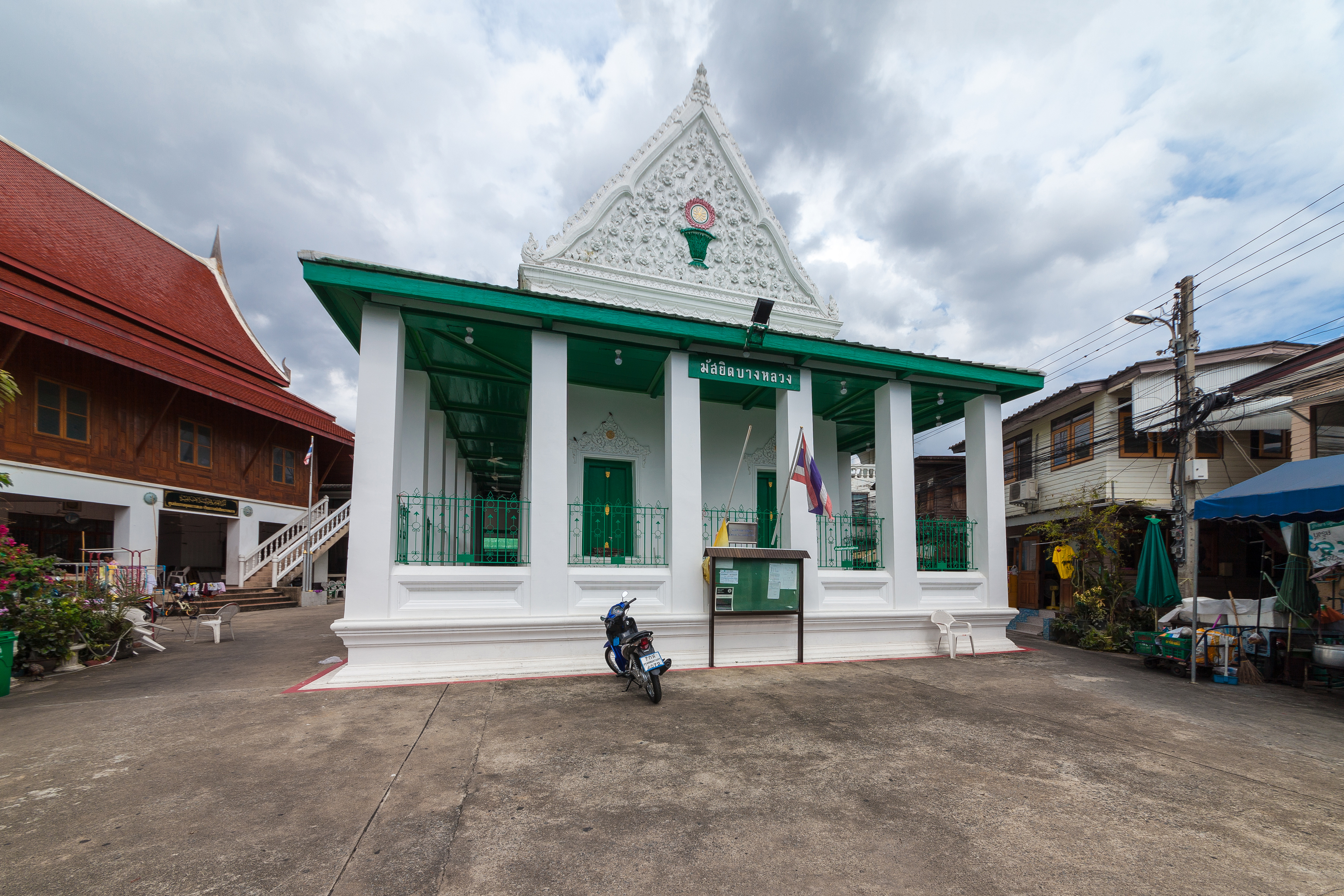
Mosquée Ban Luang